# 日本銀行券

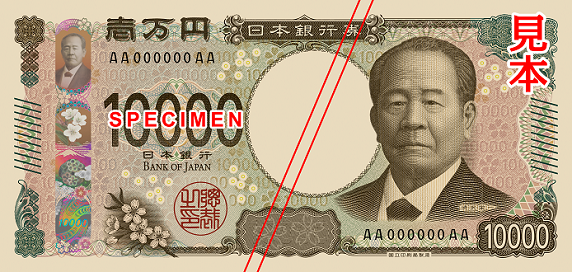
F一万円券（2024年（令和6年）7月3日発行開始）

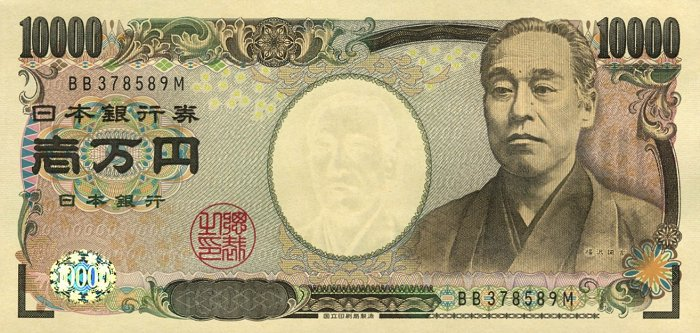
E一万円券（2004年（平成16年）11月1日発行開始）

日本銀行券（にほんぎんこうけん、にっぽんぎんこうけん）は、日本の中央銀行である日本銀行が発行する紙幣。いわゆる「お札（おさつ）」である。本項では小額政府紙幣についても言及する。

## 概説
日本銀行券は、日本銀行法を根拠に日本銀行が発行する通貨であり、日本国内における法定通貨として無制限に通用する強制通用力が付与されている。現在発行されている紙幣はもとより、発行を終了した旧紙幣でも有効なものであれば法定通貨として使用可能であり、無制限に強制通用力が認められる。
日本銀行や国立印刷局ではそれぞれの日本銀行券（紙幣）を「一万円券」「千円券」等と称している。一般的な通称として「一万円紙幣」「千円紙幣」や「一万円札」「千円札」等とも呼ばれる。

### 表裏の定義
表裏については、官報で発行が発表される際に明示される。全ての日本銀行券の表面には、題号、額面金額、発行元銀行名が漢字表記で記載されている。

### 流通状況
現在発行中の日本銀行券は2000年（平成12年）発行開始のD二千円券、2004年（平成16年）発行開始のE号券（E一万円券・E五千円券・E千円券）および2024年（令和6年）発行開始のF号券（F一万円券・F五千円券・F千円券）である。
4金種のうち、一万円券と千円券の流通枚数が圧倒的に多く全体の9割以上を占める一方で、中間券種である五千円券と二千円券の流通枚数は極端に少ない。特に二千円券の流通は沖縄県内等の一部地域に留まり、これ以外の地域ではほとんど流通していない。また、諸外国とは異なり高額紙幣である一万円紙幣が一般の現金決済において日常的に差支えなく使用されており、2020年代以降のキャッシュレス化の進展の中においても流通枚数も逓増している。

#### 諸外国との比較
諸外国では日本円にして数百円から一万円未満に相当する紙幣が流通する一方で、高額決済では小切手やクレジットカードが用いられ、日本の一万円やそれ以上の金額に相当する高額紙幣を現金決済で授受することは避けられてきた。また日本に比べて偽札の発見数が多く、紙幣の真贋が入念にチェックされたり高額紙幣での支払いを拒否されたりすることも多い。加えて2020年代よりキャッシュレス決済が普及したこともあり、高額紙幣の使用は一般的ではなく、これらの国や地域ではキャッシュレス化の進展も相俟って、日本とは異なり高額紙幣の廃止論も高まってきている。

### 製造
日本銀行券は独立行政法人国立印刷局によって製造され、日本銀行に納入されている。2009年度（平成21年度）の計33億枚の日本銀行券製造費は約509億円であり、1枚当たり15.4円となる。

#### 原材料
紙幣に用いられる和紙の原料は三椏やマニラ麻で、耐久性向上のために尿素樹脂が添加されている。このうち、三椏は「局納みつまた」として国内の生産者が大蔵省印刷局（現在の国立印刷局）と生産契約を結んで納めていたが、近年は国内生産量が激減し、2010年（平成22年）ごろからはネパールや中国産の廉価な輸入品が大半を占めている。戦後の一時期は物資不足のため木材パルプを用いていたが耐久性に難があり、また偽札が横行したため、以後は三椏・マニラ麻を用いている。

### 発行
日本銀行券の発行は、日本銀行の取引先金融機関が日本銀行に保有している当座預金を引き出して日本銀行券を受け取ることで行われ、金融機関を通じて市中に流通する。

### 変遷
最初の日本銀行券は1884年（明治17年）に制定された「兌換銀行券条例」に基づき翌1885年（明治18年）から1886年（明治19年）にかけて発行が始まった旧壹圓券、旧五圓券、旧拾圓券、旧百圓券であり、事実上の銀本位制のもとで兌換銀券であった。1897年（明治30年）に制定された貨幣法で金本位制に移行し、従前の兌換銀券は兌換券と見なされ、以降は兌換券が発行された。1931年（昭和6年）に緊急勅令で金兌換が停止されて以降も制度上は金兌換が維持され兌換券が発行されつづけた。1942年（昭和17年）に制定された日本銀行法を以て制度上も金兌換を廃止するとともに金本位制を停止して実質的に管理通貨制度に移行し、従前の兌換銀券ならびに兌換券は不換紙幣と見なされ、以後は不換紙幣が発行された。1944年（昭和19年）に補助硬貨に代えて五銭紙幣、十銭紙幣が発行された。1946年（昭和21年）に新円切替が行われ、A号券のシリーズが発行される一方で、それまで発行されていた紙幣は一円券と、円未満の紙幣を除き全て失効した。戦後のインフレの進展に伴い1953年（昭和28年）に小額通貨整理法が制定され、円未満の紙幣が失効した。前後して額面の小さい紙幣が硬貨に置き換えられる一方で額面の大きい紙幣が新規に発行され、また、新たな偽造防止の技術を盛り込みつつ改刷が重ねられて今日に至る。
これまで記念紙幣が発行されたことはない。2000年（平成12年）に発行された二千円紙幣は特定の行事とミレニアムをきっかけとしており、海外のカタログで記念紙幣に分類されていることがあるが、D号券の一つで通常の紙幣である。

### 過去の紙幣
過去に発行されていた日本銀行券の中には各種法令により既に失効しているもの（失効券）があるが、失効券以外は、発行を終了した古い日本銀行券であっても現在発行中の券と同様に法定通貨として有効である。その中で最古である1885年（明治18年）発行の旧一円券と、1889年（明治22年）発行の改造一円券の題号は「日本銀行兌換銀券」だが、現在は不換紙幣扱いのため、本位銀貨（一円銀貨）と引き換えることはできず、1円として通用する。
ただし、古い日本銀行券は、日常の支払いにおいて見慣れぬ紙幣で真贋が判断できないとして受け取りを拒否されたり、自動販売機やATMで受け付けられないことがある。日本銀行の窓口に持ち込むと鑑定のうえ無償で現行の紙幣・硬貨と引換えできる。市中の銀行の窓口に持ち込むと口座への預け入れや現行の紙幣・硬貨への交換ができるが、日本銀行での鑑定に回され日数を要する他、銀行によっては取り扱い手数料が要求されることがある。

### 環収紙幣の取扱
市中から金融機関を通じて日本銀行が受け入れた（還収）日本銀行券のうち、現在発行されている券種で汚損の度合いが少なく流通に適しているものは再び金融機関に払い出され市中に流通する。一方、既に発行を終了した券種や流通に適さないほど汚損の激しい日本銀行券（損券）は、復元不能な大きさに裁断された上で廃棄処分される。裁断屑の多くは焼却処分されるが、一部は製紙会社に渡され紙製品等にリサイクルされる。

### 損傷紙幣の取扱
日本銀行券が損傷・汚染（汚損）した場合には、日本銀行の窓口に持ち込むと、鑑定のうえ真券であると判定されれば引換えに応じる。
尚、紙幣を故意に損傷・汚損させる、例えば破いたり燃やしたりメモや落書きなどをする、或いは折り紙にしても、これを直接罰する法律はない。

### 小額の日本銀行券
日本銀行券が兌換銀券からはじまったところから額面を円単位とする券種が主体だが、第二次世界大戦末期には臨時補助貨幣を発行するための金属材料にも事欠き、代わりに銭単位の小額の紙幣も発行された。臨時通貨法で五十銭政府紙幣が規定されていたが、それよりも小額の紙幣を発行するためには法改正が必要であり、大蔵大臣告示で発行できることから小額の日本銀行券として十銭紙幣と五銭紙幣が発行された。円単位の日本銀行券や小額政府紙幣と区別なく流通したが、補助貨幣の代用であり通用額がそれぞれ5円に制限されていた。

### 参考：小額政府紙幣
小額政府紙幣は日本銀行券と同様の紙幣ではあるが、大日本帝国政府大蔵省が発行した通貨で、補助貨幣である銭単位の硬貨の発行が困難になった時に硬貨の代用として発行された。第一次大戦期に銀の高騰を受けて補助銀貨の代わりに発行された五十銭紙幣、二十銭紙幣、十銭紙幣と、臨時通貨法の規定で発行された五十銭紙幣がある。銭単位の日本銀行券と特に区別なく使用されていた。額面1円以上の日本銀行券との相違点として、小額政府紙幣は補助貨幣の代用であり通用額が10円に制限されていた。

## 根拠法
日本銀行券は硬貨に関するものも含み主に以下の法律を根拠に発行・運用されてきた。1890年 （明治 23年）に帝国議会が設置されるまでは太政官布告により、以後は法律ならびに勅令・法令による。

### 新貨条例
明治4年5月太政官布告第267号。
明治4年5月10日（1871年6月27日）制定。
通貨単位を円・銭・厘とし、金本位制を定めて円単位の本位金貨幣、開港場で使用する貿易銀としての一円銀貨、銭・厘単位の補助貨幣を定めた。以後、円・銭・厘を貨幣単位とする硬貨・紙幣が発行され、日本銀行券もこれを踏襲した。
貨幣法の制定に伴い廃止。

### 貿易銀貨一般通用
明治11年5月27日太政官布告第12号。
一圓銀貨・貿易銀につき国内でも納税や公私の取引にも無制限通用を認め、幣制を実質的に銀本位制とした。日本銀行券はこれら銀貨の兌換銀券として始まった。
一円銀貨・貿易銀は貨幣法で通用停止。

### 日本銀行条例
明治15年太政官布告第32号
1882年（明治15年）6月27日公布、同年10月10日施行。
日本の中央銀行にして唯一の発券銀行としての日本銀行を設立する。

### 兌換銀行券条例
明治17年太政官布告第18号。
日本銀行は準備金（銀）に応じた兌換券を発行すること、その券種は200、100、50、20、10、5、1圓の7種類であること、手数料なしで兌換券を本位貨幣に兌換し、本位貨幣を兌換券に変換することなどが規定されている。

### 貨幣法
明治30年法律第16号。
1897年（明治30年）3月29日公布、同年10月1日施行。
金平価を変更して金本位制を定めて円単位の本位貨幣と銭・厘単位の補助貨幣を定めた。貿易銀（一圓銀貨・貿易銀）を廃止した。以降兌換金券としての日本銀行兌換券が発行された。
通貨の単位及び貨幣の発行等に関する法律の制定に伴い廃止。

### 臨時通貨法
昭和13年法律第86号。
1938年（昭和13年）6月1日公布・施行。
戦時の時限立法で、小額政府紙幣（50銭）が定められ、これに従って小額政府紙幣が発行された。なお、十銭・五銭の日本銀行券は大蔵大臣の告示で発行された。
通貨の単位及び貨幣の発行等に関する法律の制定に伴い廃止。

### 金貨幣又ハ金地金輸出、販売取締ニ関スル件
昭和6年12月13日大蔵省令第36号。
金解禁後の再度金輸出禁止処置で、これを以て金本位制の実質停止。

### 銀行券ノ金貨兌換ニ関スル件
昭和6年12月17日勅令第291号。
兌換を暫時停止。実質的にはこれを以て金兌換制度の廃止となったが、兌換制度は維持され、以後も題号を「日本銀行兌換券」とする日本銀行券の発行が継続された。

### （旧）日本銀行法
昭和17年法律第67号。
昭和17年2月24日公布。
附則で自由鋳造を暫時停止、金兌換を正式に廃止し、従前の兌換銀券・兌換券を不換紙幣と見なし、以降不換紙幣としての日本銀行券を発行して実質管理通貨制度に移行する。

### 金融緊急措置令・日本銀行券預入令
昭和21年勅令第83号・第84号。
昭和21年2月17日公布・施行。
新円切替に関する勅令。
金融機関に預けられている預貯金・金融資産を封鎖して（封鎖預金）引き出し金額を一定額に制限する。日本銀行券預入令により旧券（当時流通していた紙幣で額面5円以上のもの）で預け入れられた預金も封鎖預金とする。(金融緊急処置令）
指定期限迄に旧券を銀行に預け入れさせ、期限以降は旧券を無効とする。引き出しは新券（A号券）で行う。（日本銀行券預入令）

### 小額通貨の整理及び支払金の端数計算に関する法律
昭和28年法律第60号。
1953年（昭和28年）7月15日公布・施行
戦後インフレにより、決済単位として小さくなりすぎた銭・厘の通貨を廃止し、これに則って小額政府紙幣・小額の日本銀行券を廃止した。

## 歴史
日本銀行券に関する年表を以下に示す。なお、日本銀行券と並行して流通し、同様の紙幣通貨として区別なく使用された小額政府紙幣についても、便宜上下記の年表に掲載する。
下線は現在有効な券を示す。各券種の冒頭の符号（旧、改造、甲、い、Aなど）については後述の#様式符号参照。

### 背景
明治維新以降、改造紙幣などの政府紙幣や民間銀行の国立銀行紙幣が発行されていた。当初は兌換券が発行されていたが、不換紙幣の発行も認められる様になり、紙幣を濫発した結果インフレーションが発生するなどの問題が発生していた。これを収拾するために唯一の発券銀行として政府から独立した中央銀行として日本銀行が創設され、事実上の銀本位制に基づく「日本銀行兌換銀券」が発行されることとなった。

### 銀本位制による兌換銀券の発行
1884年（明治17年）に制定された「兌換銀行券条例」に基づき、当初は200円から1円まで7券種を発行する計画であったが、当時の紙幣製造能力や需要を勘案した結果200円、50円、20円は発行対象から外され、1885年（明治18年）から1886年（明治19年）にかけて100円、10円、5円、1円の4券種のみが発行された。最初の紙幣は色が黒変する、食害に遭いやすいという問題があったことから、数年で改造券に置き換えられた。
- 1884年（明治17年）5月26日：「兌換銀行券条例[注釈 32]」施行により、事実上の銀本位制を確立。日本銀行による兌換銀行券として「日本銀行兌換銀券」が発行可能となる[12]。
- 1885年（明治18年）5月9日：旧拾圓券発行開始[13]。
- 1885年（明治18年）9月8日：旧百圓券、旧一円券発行開始[13]。
- 1886年（明治19年）1月4日：旧五圓券発行開始[14]。
- 1888年（明治21年）12月3日：改造五圓券発行開始[15]。
- 1889年（明治22年）5月1日：改造一円券発行開始[15]。
- 1890年（明治23年）9月12日：改造拾圓券発行開始[16]。
- 1891年（明治24年）11月15日：改造百圓券発行開始[16]。

### 金本位制による兌換券の発行
国際的に銀の価格が下落し、金本位制への移行が検討されていたところ、日清戦争の賠償金を得ることとなり、これを準備金として1897年（明治30年）に制定された貨幣法で改めて金本位制を確立し、日本銀行が発行する銀行券は金兌換券としての「日本銀行兌換券」に移行した。1899年（明治32年）末には旧来の雑多な紙幣を失効し、日本国内で流通する紙幣の日本銀行券への一本化が完了した。その後は写真技術や印刷技術の向上に伴い精巧な偽造券が発見されるようになったことや、経済発展とともに紙幣発行高が増大したことなどから、これに対応する為に改刷が行われ新紙幣が順次登場していった。
第一次世界大戦が勃発するとインフレが発生し、小額の銀貨の素材価値が額面を上回る可能性がでてきたため、硬貨の発行を継続できず代わりに小額政府紙幣が発行された。1917年（大正6年）に金輸出が禁止され金本位制が停止した。
1927年（昭和2年）に発生した昭和金融恐慌の際には、その沈静化のために史上稀に見る裏面の印刷が省略された乙貳百圓券紙幣が急造されることとなった。
1923年（大正12年）の関東大震災により滅失した兌換券の整理のために旧紙幣は回収されることとなり、交換対象となる乙百圓券・丙拾圓券・丁五圓券が1930年（昭和5年）に発行された。このシリーズの日本銀行兌換券では一定のテーマに基いた統一性のあるデザインが入念な検討のもとに施され、技術的な観点からも当時の紙幣製造の最高技術を結集して製造され、デザイン面・印刷技術面の両面で世界的に遜色のない水準の紙幣であった。回収対象となる旧紙幣については1931年（昭和6年）12月までに全体の9割以上が回収され、旧紙幣失効後の1939年（昭和14年）4月時点の最終的な未回収率は発行高の3%程度という結果となった。
1930年（昭和5年）に金本位制に復帰（金解禁）したが、世界恐慌下で金の大規模な流出を招き、1931年（昭和6年）に勅令で金兌換を停止して事実上管理通貨制度に移行した。以後も制度上は兌換制度が維持され日本銀行兌換券が発行され続けたが実質的に不換紙幣扱いとなった。
- 1897年（明治30年）10月1日：「貨幣法[注釈 33]」施行および「兌換銀行券条例」の改正[注釈 34]により事実上の銀本位制から金本位制に移行。これに伴い既存の兌換銀券は金兌換券として扱われ、以後「日本銀行兌換券」が発行される[25][26]。
- 1899年（明治32年）3月20日：旧百圓券、旧拾圓券、旧五圓券、旧一円券が日本銀行による回収対象となる[27]。
- 1899年（明治32年）4月1日：甲五圓券発行開始[28]。
- 1899年（明治32年）10月1日：甲拾圓券発行開始[29]。
- 1899年（明治32年）12月9日：「国立銀行紙幣ノ通用及引換期限ニ関スル法律[注釈 35]」により紙幣整理が実施され日本銀行券発行開始以前に発行されていた旧来の紙幣である国立銀行紙幣失効[30]。
- 1899年（明治32年）12月31日：「政府発行紙幣通用廃止ニ関スル法律[注釈 36]」により紙幣整理が実施され日本銀行券発行開始以前に発行されていた旧来の紙幣である明治通宝および改造紙幣失効[31]。これにより日本国内で使用される紙幣は日本銀行券に一本化。
- 1900年（明治33年）12月25日：甲百圓券発行開始[32]。
- 1910年（明治43年）9月1日：乙五圓券発行開始[33]。
- 1915年（大正4年）5月1日：乙拾圓券発行開始[34]。
- 1916年（大正5年）12月15日：丙五圓券発行開始[35]。
- 1917年（大正6年）11月8日：大正小額政府紙幣 五拾錢券・貳拾錢券発行開始、大正小額政府紙幣 拾錢券告示上の発行開始[21]。
- 1917年（大正6年）11月20日：甲貳拾圓券発行開始[36]。
- 1917年（大正6年）12月6日：大正小額政府紙幣 拾錢券実質的な発行開始[37]。
- 1927年（昭和2年）4月25日：昭和金融恐慌の沈静化のため乙貳百圓券発行開始[38][注釈 38]。
- 1927年（昭和2年）5月12日：丙貳百圓券告示上の発行開始[注釈 39][39]。
- 1930年（昭和5年）1月11日：乙百圓券発行開始[40]。
- 1930年（昭和5年）3月1日：丁五圓券発行開始[41]。
- 1930年（昭和5年）5月21日：丙拾圓券発行開始[42]。
- 1931年（昭和6年）7月21日：乙貳拾圓券発行開始[43]。
- 1931年（昭和6年）12月17日：「金貨兌換停止に関する緊急勅令[注釈 40]」施行により金兌換を停止し事実上管理通貨制度に移行[44]。
- 1938年（昭和13年）7月5日：小額政府紙幣 五拾錢券（富士桜）発行開始[45]。
- 1939年（昭和14年）3月31日：「兌換銀行券整理法[注釈 41]」により関東大震災（1923年（大正12年））以前から発行されていた五円以上の日本銀行券13券種（旧百圓券、改造百圓券、甲百圓券、甲貳拾圓券、旧拾圓券、改造拾圓券、甲拾圓券、乙拾圓券、旧五圓券、改造五圓券、甲五圓券、乙五圓券、および丙五圓券）失効[46]。
- 1942年（昭和17年）1月6日：丁貳百圓券告示上の発行開始[注釈 39]、い五圓券発行開始[47]。
- 1942年（昭和17年）4月20日：甲千圓券告示上の発行開始[注釈 39][48]。

### 管理通貨制度による不換紙幣の発行
1942年（昭和17年）には正式に金兌換制度を廃止し、金本位制を事実上廃止して法的にも管理通貨制度に移行した。これに伴い不換紙幣としての「日本銀行券」が発行されることとなるが、第二次世界大戦の影響により発行される銀行券は次第に品質を落とした簡素なものとなり、やがて戦況の悪化と共に従前では考えられなかったような劣悪な品質の銀行券が粗製濫造されるに至った。大戦末期から終戦直後にかけては製造設備や材料の確保すら事欠くようになり、一層の仕様簡素化のために印刷方式や紙幣用紙など度重なる仕様変更が頻繁に行われ、果ては製造されながらも発行に至らない未発行券が複数発生するなど混乱した状況が窺える。また、アルミ貨を回収して軍需に回し、更には金属素材全般が欠乏して硬貨の発行に支障が出たため代用として小額政府紙幣ならびに小額の日本銀行券を発行した。
- 1942年（昭和17年）5月1日：旧「日本銀行法[注釈 42]」施行により金兌換制度を廃止し、金本位制を事実上廃止。これに伴い管理通貨制度に移行し、既存の有効な兌換券は不換紙幣として扱われ、以後不換紙幣としての「日本銀行券」が発行される[54]。
- 1942年（昭和17年）12月8日：小額政府紙幣 五拾錢券（靖国神社）発行開始[52]。
- 1943年（昭和18年）12月15日：い拾圓券、ろ五圓券、およびい一円券発行開始[55]。
- 1944年（昭和19年）3月20日：い百圓券発行開始[56]。
- 1944年（昭和19年）11月1日：い拾錢券、い五錢券発行開始[53]。
- 1945年（昭和20年）4月16日：丁貳百圓券実質的な発行開始[57]。
- 1945年（昭和20年）8月16日：丙貳百圓券実質的な発行開始[58]。
- 1945年（昭和20年）8月17日：甲千圓券実質的な発行開始[58]、ろ百圓券、ろ拾圓券発行開始[59]。

### 第二次世界大戦後の新円切替とそれ以降

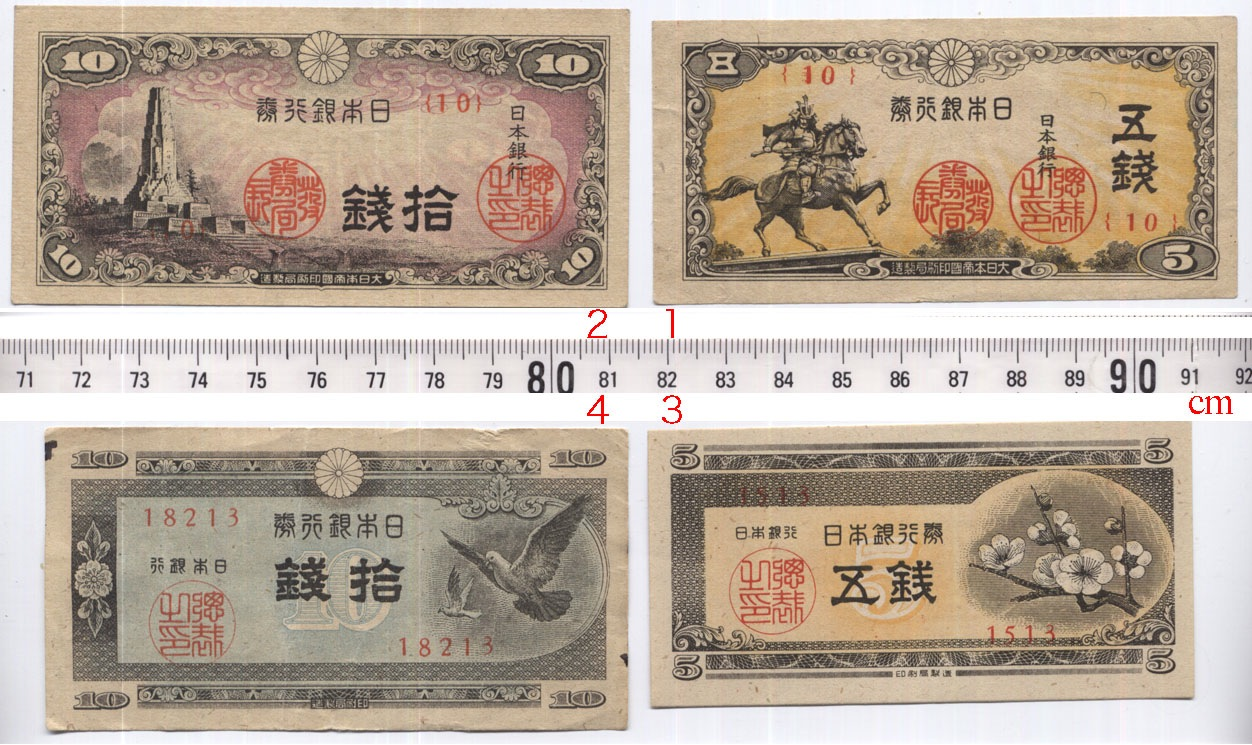
第二次世界大戦中と戦後に発行された小額日本銀行券。戦争の結果金属が不足し、硬貨の代替として発行された。戦中と戦後の券の意匠の違いに注目されたい。
（1） い五銭券（1944年（昭和19年））、楠木正成銅像。
（2） い拾銭券（1944年（昭和19年））、八紘一宇塔。
（3） A五銭券（1948年（昭和23年））、梅。
（4） A拾銭券（1947年（昭和22年））、鳩。
A号券発行当時は、紙幣の意匠決定にもGHQの許可が必要であった。戦後の急激なインフレーションを背景に、いずれも1953年（昭和28年）「小額通貨の整理及び支払金の端数計算に関する法律」により失効。

第二次世界大戦終戦後の猛烈なハイパーインフレーションの抑制策として新円切替が行われることとなり、切替用の新円としてデザインを一新したA号券が緊急に発行された。しかしながら新円切替をもってしてもインフレーションを食い止めることはできず、1円未満の法定通貨（紙幣・硬貨）は決済の単位として小さくなりすぎ廃止されることとなった。また切迫した状況下で発行されたA号券は簡易な仕様により粗製されたもので偽造が絶えなかったことから、本格的な紙幣としてB号券が投入され、その後は高度経済成長の進展とともに五百円紙幣、千円紙幣、五千円紙幣・一万円紙幣といった高額紙幣が順次登場していった。1984年以降は偽造防止力の維持向上のために概ね20年おきに改刷が行われており、印刷技術の向上に応じて改刷の度に新たな偽造防止対策が搭載されている。キャッシュレス化が進みつつある2010年代以降も、日本銀行券の流通量は継続的に増加し続けている状況にある。
- 1946年（昭和21年）2月17日：「金融緊急措置令[注釈 43]」により預金封鎖を伴う新円切替実施[67]。
- 1946年（昭和21年）2月25日：暫定的に新円とみなす証紙貼付券（千圓、貳百圓、百圓、および拾圓）発行開始[68]、A百円券、A十円券告示上の発行開始[69]。
- 1946年（昭和21年）3月1日：A百円券、A十円券実質的な発行開始[70]。
- 1946年（昭和21年）3月2日：「日本銀行券預入令[注釈 44]」により金融緊急措置令の公布以前から発行されていた五円以上の日本銀行券14券種（甲千圓券、乙貳百圓券、丙貳百圓券、丁貳百圓券、乙百圓券、い百圓券、ろ百圓券、乙貳拾圓券、丙拾圓券、い拾圓券、ろ拾圓券、丁五圓券、い五圓券およびろ五圓券）は証紙貼付券を除き失効[71]。
- 1946年（昭和21年）3月5日：A五円券告示上の発行開始[72]。
- 1946年（昭和21年）3月8日：A五円券実質的な発行開始[70]。
- 1946年（昭和21年）3月19日：A一円券告示上の発行開始[73]。
- 1946年（昭和21年）3月20日：A一円券実質的な発行開始[70]。
- 1946年（昭和21年）10月31日：証紙貼付券（千圓、貳百圓、百圓、および拾圓）失効[74]。
- 1947年（昭和22年）9月5日：A拾錢券発行開始[75]。
- 1948年（昭和23年）3月10日：小額政府紙幣 五拾銭券（板垣五十銭）発行開始[76]。
- 1948年（昭和23年）5月25日：A五銭券発行開始[77]。
- 1948年（昭和23年）8月31日：「小額紙幣整理法[注釈 45]」により1945年（昭和20年）以前から発行されていた小額政府紙幣5券種（大正小額政府紙幣 五拾錢券・貳拾錢券・拾錢券、小額政府紙幣 五拾錢券（富士桜）、および小額政府紙幣 五拾錢券（靖国神社））失効[78]。
- 1950年（昭和25年）1月7日：B千円券発行開始[79]。
- 1951年（昭和26年）4月2日：B五百円券発行開始[80]。
- 1951年（昭和26年）12月1日：B五十円券発行開始[81]。
- 1953年（昭和28年）12月1日：B百円券発行開始[82]。
- 1953年（昭和28年）12月31日：「小額通貨整理法[注釈 46]」により銭・厘単位の通貨廃止。一円未満の日本銀行券4券種（い拾錢券、A拾錢券、い五錢券、およびA五銭券）、ならびに小額政府紙幣1券種（小額政府紙幣 五拾銭券（板垣五十銭））失効[83]。
- 1955年（昭和30年）4月1日：A十円券、A五円券の日本銀行からの支払停止[84][85]。
- 1956年（昭和31年）6月5日：A百円券の日本銀行からの支払停止[86]。
- 1957年（昭和32年）10月1日：C五千円券発行開始[87]。
- 1958年（昭和33年）10月1日：旧一円券、改造一円券、い一円券、A一円券、およびB五十円券の日本銀行からの支払停止[88][89]。
- 1958年（昭和33年）12月1日：C一万円券発行開始[90]。
- 1963年（昭和38年）11月1日：C千円券発行開始[91]。
- 1965年（昭和40年）1月4日：B千円券の日本銀行からの支払停止[92]。
- 1969年（昭和44年）11月1日：C五百円券発行開始[93]。
- 1971年（昭和46年）1月4日：B五百円券の日本銀行からの支払停止[94]。
- 1974年（昭和49年）8月1日：B百円券の日本銀行からの支払停止[86]。
- 1984年（昭和59年）11月1日：D一万円券、D五千円券、およびD千円券発行開始[95]。
- 1986年（昭和61年）1月4日：C一万円券、C五千円券、およびC千円券の日本銀行からの支払停止[92][96][97]。
- 1993年（平成5年）12月1日：偽造防止力を向上したD一万円券、D五千円券、およびD千円券の一部改造券発行開始（ミニ改刷）[98]。
- 1994年（平成6年）4月1日：C五百円券の日本銀行からの支払停止[94]。
- 2000年（平成12年）7月19日：D二千円券発行開始[99]。
- 2004年（平成16年）11月1日：E一万円券、E五千円券、およびE千円券発行開始[100]。
- 2007年（平成19年）4月2日：D一万円券、D五千円券、およびD千円券の日本銀行からの支払停止[92][96][97]。
- 2014年（平成26年）5月12日：券種識別性を向上したE五千円券の一部改造券発行開始[101]。
- 2024年（令和6年）7月3日：F一万円券、F五千円券、およびF千円券発行開始[102]。

## 日本銀行券一覧

### 様式符号
券名の最初の文字は発行された時期によって紙幣を分類する符号で、正式には様式符号という。A号券、B号券またはA券、B券などと呼ばれ、概ね次の通りである。カッコ書きは未発行を示す。
- 日本銀行兌換銀券[注釈 47] ：旧・改造
- 日本銀行兌換券（昭和初期まで[注釈 48]） ：甲・乙・丙・丁
- 日本銀行券（不換紙幣・旧円[注釈 49]） ：い・ろ・（は）
- 日本銀行券（不換紙幣・新円[注釈 50]） ：A・B・C・D・E・F

額面金額ごとに整理すると下記の通りとなる。
| - （十万円券 ：D） - （五万円券 ：D） - 一万円券 ：（B）・C・D・E・F - 五千円券 ：C・D・E・F - 二千円券 ：D - 千円券 ：甲・（い）・（A[2種あり]）・B・C・D・E・F - 五百円券 ：（い）・（A）・B・C - 二百円券 ：（甲）・乙・丙・丁・（A） | - 百円券 ：旧・改造・甲・乙・い・ろ・A・B - 五十円券 ：（甲）・B - 二十円券 ：甲・乙 - 十円券 ：旧・改造・甲・乙・丙・い・ろ・（は）・A・（B） - 五円券 ：旧・改造・甲・乙・丙・丁・い・ろ・A・（B） - 一円券 ：旧・改造・い・A・（B） - 十銭券 ：い・A - 五銭券 ：い・A |

なお、A号券以降は発行開始時期が近い券種を1つの単位として同じ様式符号が付与されているが、それ以前は単純に額面金額ごとの発行順（計画されていたが未発行の券種を含む）に符号が付与されていた。このため、同じ様式符号であっても近い時期の発行とは限らない点に留意する必要がある。下表は、各券種の様式符号を発行開始時期・発行契機ごとに整理したものである。
| 発行 開始時期   | 名称             | 分類・発行契機                                | 分類・発行契機                                | 五銭 | 十銭 | 一円  | 五円    | 十円       | 二十円 | 五十円 | 百円  | 二百円   | 五百円 | 千円       | 二千円 | 五千円 | 一万円 | 五万円 | 十万円 |
| --------------- | ---------------- | --------------------------------------------- | --------------------------------------------- | ---- | ---- | ----- | ------- | ---------- | ------ | ------ | ----- | -------- | ------ | ---------- | ------ | ------ | ------ | ------ | ------ |
| 1885年 - 1886年 | 日本銀行兌換銀券 | 銀本位制による兌換銀券の新紙幣                | 銀本位制による兌換銀券の新紙幣                |      |      | 旧    | 旧1     | 旧1        |        |        | 旧1   |          |        |            |        |        |        |        |        |
| 1888年 - 1891年 | 日本銀行兌換銀券 | 用紙・インクなどの技術的欠陥の改良            | 用紙・インクなどの技術的欠陥の改良            |      |      | 改造  | 改造1   | 改造1      |        |        | 改造1 |          |        |            |        |        |        |        |        |
| 1899年 - 1900年 | 日本銀行兌換券   | 金本位制による兌換券の新紙幣                  | 金本位制による兌換券の新紙幣                  |      |      | ↓     | 甲1     | 甲1        |        |        | 甲1   |          |        |            |        |        |        |        |        |
| 1910年 - 1916年 | 日本銀行兌換券   | 偽造防止対策強化                              | 偽造防止対策強化                              |      |      | ↓     | 乙1 丙1 | 乙1        |        |        | ↓     |          |        |            |        |        |        |        |        |
| 1917年          | 日本銀行兌換券   | 新規額面追加                                  | 新規額面追加                                  |      |      | ↓     | ↓       | ↓          | 甲1    |        | ↓     |          |        |            |        |        |        |        |        |
| 1923年          | 日本銀行兌換券   | 関東大震災による紙幣不足対応用の非常用紙幣    | 関東大震災による紙幣不足対応用の非常用紙幣    |      |      | ↓     | ↓       | ↓          | ↓      |        | ↓     | （甲）   |        |            |        |        |        |        |        |
| 1927年          | 日本銀行兌換券   | 昭和金融恐慌沈静化用の非常用紙幣              | 昭和金融恐慌沈静化用の非常用紙幣              |      |      | ↓     | ↓       | ↓          | ↓      | （甲） | ↓     | 乙2 丙2■ |        |            |        |        |        |        |        |
| 1930年 - 1931年 | 日本銀行兌換券   | 兌換銀行券整理法による新紙幣                  | 兌換銀行券整理法による新紙幣                  |      |      | ↓     | 丁2     | 丙2        | 乙2    |        | 乙2   |          |        |            |        |        |        |        |        |
| 1942年          | 日本銀行兌換券   | 製造効率向上                                  | 製造効率向上                                  |      |      | ↓     | い2     | ↓          |        |        | ↓     |          |        |            |        |        |        |        |        |
| 1942年          | 日本銀行兌換券   | 将来の非常時に向けた備蓄用紙幣                | 将来の非常時に向けた備蓄用紙幣                |      |      | ↓     | ↓       | ↓          |        |        | ↓     | 丁2■     |        | 甲2■       |        |        |        |        |        |
| 1943年 - 1944年 | 日本銀行券       | 管理通貨制度による不換紙幣の新紙幣            | 管理通貨制度による不換紙幣の新紙幣            |      |      | い    | ろ2     | い2        |        |        | い2   |          |        |            |        |        |        |        |        |
| 1944年          | 日本銀行券       | 硬貨用材料枯渇による小額紙幣                  | 硬貨用材料枯渇による小額紙幣                  | い3  | い3  | ↓     | ↓       | ↓          |        |        | ↓     |          |        |            |        |        |        |        |        |
| 1945年          | 日本銀行券       | 敗戦によるインフレ対応用の非常用紙幣          | 敗戦によるインフレ対応用の非常用紙幣          | ↓    | ↓    | ↓     | ↓       | ろ2 （は） |        |        | ろ2   | 丁2 丙2  | （い） | 甲2 （い） |        |        |        |        |        |
| 1946年 - 1948年 | 日本銀行券       | 新円切替による新紙幣、戦時中の図案刷新〔A券〕 | 新円切替による新紙幣、戦時中の図案刷新〔A券〕 | A3   | A3   | A     | A       | A          |        |        | A     | （A）    | （A）  | （A）+     |        |        |        |        |        |
| 1950年 - 1953年 | 日本銀行券       | 偽造防止対策強化、インフレ対応〔B券〕         | 偽造防止対策強化、インフレ対応〔B券〕         |      |      | （B） | （B）   | （B）      |        | B      | B     |          | B      | B          |        |        | （B）  |        |        |
| 1957年 - 1969年 | 日本銀行券       | 偽造防止対策強化、高額券追加〔C券〕           | 偽造防止対策強化、高額券追加〔C券〕           |      |      |       |         |            |        |        | ↓     |          | C      | C          |        | C      | C      |        |        |
| 1984年          | 日本銀行券       | 偽造防止対策強化、券面小型化〔D券〕           | 偽造防止対策強化、券面小型化〔D券〕           |      |      |       |         |            |        |        |       |          | ↓      | D          |        | D      | D      | （D）  | （D）  |
| 2000年          | 日本銀行券       | 新規額面追加〔D券〕                           | 新規額面追加〔D券〕                           |      |      |       |         |            |        |        |       |          |        | ↓          | D      | ↓      | ↓      |        |        |
| 2004年          | 日本銀行券       | 偽造防止対策強化〔E券〕                       | 偽造防止対策強化〔E券〕                       |      |      |       |         |            |        |        |       |          |        | E          | ↓      | E      | E      |        |        |
| 2024年          | 日本銀行券       | 偽造防止対策強化、UD対応〔F券〕               | 偽造防止対策強化、UD対応〔F券〕               |      |      |       |         |            |        |        |       |          |        | F          | ↓      | F      | F      |        |        |

- 下線：有効券
- ↓：改刷が行われず従前の券種が継続して製造・発行されているもの
- 1：兌換銀行券整理法により1939年（昭和14年）3月31日限りで失効、通用停止
- 2：日本銀行券預入令により1946年（昭和21年）3月2日限りで失効、通用停止
- 3：小額通貨の整理及び支払金の端数計算に関する法律により1953年（昭和28年）12月31日限りで失効、通用停止
- （カッコ書き）：未発行
- ■：発行開始の告示のみで、市中での流通は行わず日本銀行に死蔵
- 白字：日本銀行に死蔵されていた券種の実質的な発行開始時期
- +：2種類あり

### 現在発行中の券
| 券種      | 通称         | 額面 (円) | 発行 開始日                 | 表の図案     | 裏の図案                                                            | サイズ （mm） |
| --------- | ------------ | --------- | --------------------------- | ------------ | ------------------------------------------------------------------- | ------------- |
| F一万円券 | 渋沢1万円    | 10000     | 2024年 （令和6年） 7月3日   | 渋沢栄一     | 東京駅丸の内駅舎                                                    | 76×160        |
| F五千円券 | 津田5000円   | 5000      | 2024年 （令和6年） 7月3日   | 津田梅子     | 藤                                                                  | 76×156        |
| F千円券   | 北里1000円   | 1000      | 2024年 （令和6年） 7月3日   | 北里柴三郎   | 葛飾北斎筆『富嶽三十六景』の「神奈川沖浪裏」                        | 76×150        |
| E一万円券 | 福沢新1万円  | 10000     | 2004年 （平成16年） 11月1日 | 福澤諭吉     | 平等院鳳凰堂鳳凰像                                                  | 76×160        |
| E五千円券 | 樋口5000円   | 5000      | 2004年 （平成16年） 11月1日 | 樋口一葉     | 尾形光琳筆「燕子花図」                                              | 76×156        |
| E千円券   | 野口1000円   | 1000      | 2004年 （平成16年） 11月1日 | 野口英世     | 富士山（本栖湖に映る逆さ富士） 桜                                   | 76×150        |
| D二千円券 | 首里城2000円 | 2000      | 2000年 （平成12年） 7月19日 | 首里城守礼門 | 紫式部 『源氏物語絵巻』第38帖「鈴虫」の絵図と詞書（光源氏、冷泉帝） | 76×154        |

#### 現在発行中の券に関する補足事項
- 上表の「券種」表記は、最近の日本銀行と財務省の文書の表記に従っている。実際の券面の表記では、「一」は「壱」、「二」は「弐」となっている。券の名称は全て「日本銀行券」。
- D二千円券については、後述の通り普及しなかったこともあり、2000年（平成12年）と2003年（平成15年）に製造されたのみでその後は製造されていない。
- 飲料・たばこ等の自動販売機や路線バスの両替機などでは千円紙幣のみに対応しているものが一般的であるが、鉄道駅の券売機などでは全紙幣に対応しているものも多い。
- 2021年（令和3年）9月1日よりF一万円券、9月10日よりF千円券、11月26日よりF五千円券の製造が開始された。発行予定日の2年半以上前から製造が開始されたのは、自動販売機やATMその他の新紙幣を扱う各種機器の改修の際にテストを入念にし、障害やトラブルが起きないようにするためとされる[105]。国立印刷局ではF号券を2022年9月までに製造開始し、9月1日に実物が公開された[105]。
- 2022年（令和4年）9月までに、F号券発行の約2年前の時点でE号券3券種の製造が終了した[106][107]（「#日本銀行券の年度別製造枚数」の項を参照）。
- 2024年（令和6年）7月3日のF号券の発行後も、F号券が十分な量出回るまでは当分の間回収したE号券のうち再使用に耐えうるものは再度市中に供給される。

### 現在発行されていないが有効な券
| 券種       | 名称             | 通称                      | 額面 （円） | 発行 開始日                    | 支払 停止日                 | 表の図案                                                  | 裏の図案                            | サイズ （mm） |
| ---------- | ---------------- | ------------------------- | ----------- | ------------------------------ | --------------------------- | --------------------------------------------------------- | ----------------------------------- | ------------- |
| D一万円券  | 日本銀行券       | 福沢旧1万円               | 10000       | 1984年 （昭和59年） 11月1日    | 2007年 （平成19年） 4月2日  | 福澤諭吉                                                  | 雉                                  | 76×160        |
| D五千円券  | 日本銀行券       | 新渡戸5000円              | 5000        | 1984年 （昭和59年） 11月1日    | 2007年 （平成19年） 4月2日  | 新渡戸稲造 地球                                           | 富士山（本栖湖に映る逆さ富士） 赤松 | 76×155        |
| D千円券    | 日本銀行券       | 夏目1000円                | 1000        | 1984年 （昭和59年） 11月1日    | 2007年 （平成19年） 4月2日  | 夏目漱石                                                  | 丹頂                                | 76×150        |
| C五百円券  | 日本銀行券       | 岩倉新500円               | 500         | 1969年 （昭和44年） 11月1日    | 1994年 （平成6年） 4月1日   | 岩倉具視                                                  | 富士山（雁ヶ腹摺山から望む富士山）  | 72×159        |
| C千円券    | 日本銀行券       | 伊藤1000円                | 1000        | 1963年 （昭和38年） 11月1日    | 1986年 （昭和61年） 1月4日  | 伊藤博文                                                  | 日本銀行本店本館                    | 76×164        |
| C一万円券  | 日本銀行券       | 聖徳1万円                 | 10000       | 1958年 （昭和33年） 12月1日    | 1986年 （昭和61年） 1月4日  | 聖徳太子                                                  | 鳳凰                                | 84×174        |
| C五千円券  | 日本銀行券       | 聖徳5000円                | 5000        | 1957年 （昭和32年） 10月1日    | 1986年 （昭和61年） 1月4日  | 聖徳太子                                                  | 日本銀行本店本館                    | 80×169        |
| B百円券    | 日本銀行券       | 板垣100円                 | 100         | 1953年 （昭和28年） 12月1日    | 1974年 （昭和49年） 8月1日  | 板垣退助                                                  | 国会議事堂                          | 76×148        |
| B五十円券  | 日本銀行券       | 高橋50円                  | 50          | 1951年 （昭和26年） 12月1日    | 1958年 （昭和33年） 10月1日 | 高橋是清                                                  | 日本銀行本店本館                    | 68×144        |
| B五百円券  | 日本銀行券       | 岩倉旧500円               | 500         | 1951年 （昭和26年） 4月2日     | 1971年 （昭和46年） 1月4日  | 岩倉具視                                                  | 富士山（雁ヶ腹摺山から望む富士山）  | 76×156        |
| B千円券    | 日本銀行券       | 聖徳1000円                | 1000        | 1950年 （昭和25年） 1月7日     | 1965年 （昭和40年） 1月4日  | 聖徳太子                                                  | 法隆寺夢殿                          | 76×164        |
| A一円券    | 日本銀行券       | 二宮1円                   | 1           | 1946年 （昭和21年） 3月20日 #  | 1958年 （昭和33年） 10月1日 | 二宮尊徳 鶏 麦・稲などの食料                              | 彩紋                                | 68×124        |
| A五円券    | 日本銀行券       | 彩紋(文様)5円             | 5           | 1946年 （昭和21年） 3月8日 ##  | 1955年 （昭和30年） 4月1日  | 彩紋                                                      | 彩紋                                | 68×132        |
| A百円券    | 日本銀行券       | 4次100円                  | 100         | 1946年 （昭和21年） 3月1日 ### | 1956年 （昭和31年） 6月5日  | 聖徳太子 法隆寺夢殿 新円標識（瑞雲）                      | 法隆寺西院伽藍全景                  | 93×162        |
| A十円券    | 日本銀行券       | 議事堂10円                | 10          | 1946年 （昭和21年） 3月1日 ### | 1955年 （昭和30年） 4月1日  | 国会議事堂 鳳凰                                           | 彩紋                                | 76×140        |
| い一円券   | 日本銀行券       | 中央武内1円               | 1           | 1943年 （昭和18年） 12月15日   | 1958年 （昭和33年） 10月1日 | 武内宿禰                                                  | 宇倍神社拝殿                        | 70×122        |
| 改造一円券 | 日本銀行兌換銀券 | 漢数字1円 アラビア数字1円 | 1           | 1889年 （明治22年） 5月1日     | 1958年 （昭和33年） 10月1日 | 武内宿禰 兌換文言（日本語） 発行根拠文言 偽造変造罰則文言 | 一円銀貨 兌換文言（英語）           | 85×145        |
| 旧一円券   | 日本銀行兌換銀券 | 大黒1円                   | 1           | 1885年 （明治18年） 9月8日     | 1958年 （昭和33年） 10月1日 | 大黒天 一円銀貨 兌換文言（日本語、英語） 発行根拠文言     | 彩紋 偽造変造罰則文言               | 78×135        |

- # 大蔵省告示(昭和21年第123号)では、1946年（昭和21年）3月19日発行開始となっていた。
- ## 大蔵省告示(昭和21年第97号)では、1946年（昭和21年）3月5日発行開始となっていた。
- ### 大蔵省告示(昭和21年第23号)では、1946年（昭和21年）2月25日発行開始となっていた。

#### 現在発行されていないが有効な券に関する補足事項
- 上表の「券種」表記は、最近の日本銀行と財務省の文書の表記に従っている。実際の券面の表記では、「一」は「壹」または「壱」、「十」は「拾」、「円」は「圓」または「円」となっている。
- 「支払停止日」は、日本銀行から市中銀行へ当該券種の支払いを停止した日のことを指す。
- 戦前に流通した日本銀行券の中で1円の額面のもののみが残されたのは、1円が日本における基本通貨単位であることへの配慮に基づくとされている。
- これらの紙幣のうち日本銀行兌換銀券は、現在法的には不換紙幣の扱いで使用できることになっており、銀貨と交換することはできない。
- これらの旧紙幣は現在も法的には有効であるが、実際には既に回収が進み、現在市中ではほとんど、あるいはまったく流通していない。旧一円券などは古銭的価値が評価され取引されている。B五拾円券は戦後の紙幣であるが発行枚数がやや少ない（約3.6億枚）ので数千円の値が付くことがある。各C号券、各D号券、B百円券などは大量に現存しているので古銭商が買取することはほぼない（ただし、未使用でかつ珍番号あるいはエラーなどの場合はこの限りではない）。また、現在の自動販売機等の一般的な各種機器ではこれらの紙幣は基本的には使用できず、D号券が使用可能なものがごく一部残存している程度である。
- これらの旧紙幣は、市中に通貨として流通している場合、それが日本銀行に戻った時点で、損傷・汚染の激しい日本銀行券と同様に復元不能な大きさに裁断された上で廃棄処分される。
- 現代の日銀の勘定店向けの公式資料では、現在有効な日本銀行券のうち、額面100円以上の日本銀行券は様式符号が表示されるが、額面50円以下の日本銀行券（B五十円券・A十円券・A五円券・A一円券・い一円券・改造一円券・旧一円券）の様式符号は表示されない。
- 日銀の勘定店における受入時の現金の整理においては、B百円券を除く額面価格100円以下の銀行券（具体的には、B五十円券・A百円券・A十円券・A五円券・A一円券・い一円券・改造一円券・旧一円券の8種）は無条件で引換依頼の対象とされており、勘定店における銀行券の入金内訳の書類の書式にも掲載されていない。またこの他、銀行券にあっては赤丸券のうち額面通りの引換効力に疑義があるものも無条件で引換依頼の対象とされている他、前述の8種以外の旧券（現在発行されていない有効券）についても、受入単位に取り纏めることに支障のあるものは引換依頼を行って差し支えないものとされている。

### 失効した券
| 券種       | 名称             | 通称                                      | 額面 (円) | 発行 開始日                     | 失効日 § (根拠法令)              | 表の図案                  | 裏の図案           | サイズ （mm） |
| ---------- | ---------------- | ----------------------------------------- | --------- | ------------------------------- | -------------------------------- | ------------------------- | ------------------ | ------------- |
| A五銭券    | 日本銀行券       | 梅5銭                                     | 0.05      | 1948年 （昭和23年） 5月25日     | 1953年 （昭和28年） 12月31日 (a) | 梅                        | 彩紋               | 48×94         |
| A拾錢券    | 日本銀行券       | 鳩10銭                                    | 0.1       | 1947年 （昭和22年） 9月5日      | 1953年 （昭和28年） 12月31日 (a) | 鳩                        | 国会議事堂         | 52×100        |
| ろ百圓券   | 日本銀行券       | 3次100円                                  | 100       | 1945年 （昭和20年） 8月17日     | 1946年 （昭和21年） 3月2日 (b)   | 聖徳太子                  | 法隆寺西院伽藍全景 | 93×162        |
| ろ拾圓券   | 日本銀行券       | 4次10円                                   | 10        | 1945年 （昭和20年） 8月17日     | 1946年 （昭和21年） 3月2日 (b)   | 和気清麻呂                | 護王神社本殿       | 81×142        |
| 甲千圓券   | 日本銀行兌換券   | 日本武尊1000円                            | 1000      | 1945年 （昭和20年） 8月17日 *   | 1946年 （昭和21年） 3月2日 (b)   | 日本武尊 建部神社本殿     | 彩紋               | 100×172       |
| 丙貳百圓券 | 日本銀行兌換券   | 裏赤200円                                 | 200       | 1945年 （昭和20年） 8月16日 **  | 1946年 （昭和21年） 3月2日 (b)   | 武内宿禰                  | 彩紋               | 97×188        |
| 丁貳百圓券 | 日本銀行兌換券   | 藤原200円                                 | 200       | 1945年 （昭和20年） 4月16日 *** | 1946年 （昭和21年） 3月2日 (b)   | 藤原鎌足 談山神社拝殿     | 談山神社十三重塔   | 97×165        |
| い拾錢券   | 日本銀行券       | 八紘一宇10銭                              | 0.1       | 1944年 （昭和19年） 11月1日     | 1953年 （昭和28年） 12月31日 (a) | 八紘一宇塔                | 彩紋               | 51×106        |
| い五錢券   | 日本銀行券       | 楠公5銭                                   | 0.05      | 1944年 （昭和19年） 11月1日     | 1953年 （昭和28年） 12月31日 (a) | 楠木正成                  | 彩紋               | 48×100        |
| い百圓券   | 日本銀行券       | 2次100円                                  | 100       | 1944年 （昭和19年） 3月20日     | 1946年 （昭和21年） 3月2日 (b)   | 聖徳太子 法隆寺夢殿       | 法隆寺西院伽藍全景 | 93×163        |
| い拾圓券   | 日本銀行券       | 2次10円 (通し番号有) 3次10円 (通し番号無) | 10        | 1943年 （昭和18年） 12月15日    | 1946年 （昭和21年） 3月2日 (b)   | 和気清麻呂                | 護王神社本殿       | 81×142        |
| ろ五圓券   | 日本銀行券       | 3次5円 (通し番号有) 4次5円 (通し番号無)   | 5         | 1943年 （昭和18年） 12月15日    | 1946年 （昭和21年） 3月2日 (b)   | 菅原道真 北野神社拝殿     | 彩紋               | 76×132        |
| い五圓券   | 日本銀行兌換券   | 2次5円                                    | 5         | 1942年 （昭和17年） 1月6日      | 1946年 （昭和21年） 3月2日 (b)   | 菅原道真 北野神社拝殿     | 彩紋               | 76×132        |
| 乙貳拾圓券 | 日本銀行兌換券   | タテ書き20円                              | 20        | 1931年 （昭和6年） 7月21日      | 1946年 （昭和21年） 3月2日 (b)   | 藤原鎌足 談山神社十三重塔 | 談山神社拝殿       | 87×152        |
| 丙拾圓券   | 日本銀行兌換券   | 1次10円                                   | 10        | 1930年 （昭和5年） 5月21日      | 1946年 （昭和21年） 3月2日 (b)   | 和気清麻呂                | 護王神社本殿       | 81×142        |
| 丁五圓券   | 日本銀行兌換券   | 1次5円                                    | 5         | 1930年 （昭和5年） 3月1日       | 1946年 （昭和21年） 3月2日 (b)   | 菅原道真 北野神社拝殿     | 彩紋               | 76×132        |
| 乙百圓券   | 日本銀行兌換券   | 1次100円                                  | 100       | 1930年 （昭和5年） 1月11日      | 1946年 （昭和21年） 3月2日 (b)   | 聖徳太子 法隆寺夢殿       | 法隆寺西院伽藍全景 | 93×162        |
| 乙貳百圓券 | 日本銀行兌換券   | 裏白200円                                 | 200       | 1927年 （昭和2年） 4月25日      | 1946年 （昭和21年） 3月2日 (b)   | 彩紋                      | 印刷なし           | 73×123        |
| 甲貳拾圓券 | 日本銀行兌換券   | 横書き20円                                | 20        | 1917年 （大正6年） 11月20日     | 1939年 （昭和14年） 3月31日 (c)  | 菅原道真                  | 北野神社拝殿       | 86×149        |
| 丙五圓券   | 日本銀行兌換券   | 大正武内5円                               | 5         | 1916年 （大正5年） 12月15日     | 1939年 （昭和14年） 3月31日 (c)  | 武内宿禰 宇倍神社拝殿     | 彩紋               | 73×130        |
| 乙拾圓券   | 日本銀行兌換券   | 左和気10円                                | 10        | 1915年 （大正4年） 5月1日       | 1939年 （昭和14年） 3月31日 (c)  | 和気清麻呂 護王神社本殿   | 彩紋               | 89×139        |
| 乙五圓券   | 日本銀行兌換券   | 透し大黒5円                               | 5         | 1910年 （明治43年） 9月1日      | 1939年 （昭和14年） 3月31日 (c)  | 菅原道真                  | 北野神社拝殿       | 78×136        |
| 甲百圓券   | 日本銀行兌換券   | 裏紫100円                                 | 100       | 1900年 （明治33年） 12月25日    | 1939年 （昭和14年） 3月31日 (c)  | 藤原鎌足 談山神社全景     | 日本銀行本店本館   | 104×180       |
| 甲拾圓券   | 日本銀行兌換券   | 裏猪10円                                  | 10        | 1899年 （明治32年） 10月1日     | 1939年 （昭和14年） 3月31日 (c)  | 和気清麻呂 護王神社拝殿   | 猪                 | 96×159        |
| 甲五圓券   | 日本銀行兌換券   | 中央武内5円                               | 5         | 1899年 （明治32年） 4月1日      | 1939年 （昭和14年） 3月31日 (c)  | 武内宿禰 宇倍神社全景     | 彩紋               | 85×146        |
| 改造百圓券 | 日本銀行兌換銀券 | めがね100円                               | 100       | 1891年 （明治24年） 11月15日    | 1939年 （昭和14年） 3月31日 (c)  | 藤原鎌足                  | 彩紋               | 130×210       |
| 改造拾圓券 | 日本銀行兌換銀券 | 表猪10円                                  | 10        | 1890年 （明治23年） 9月12日     | 1939年 （昭和14年） 3月31日 (c)  | 和気清麻呂 猪             | 彩紋               | 100×169       |
| 改造五圓券 | 日本銀行兌換銀券 | 分銅5円                                   | 5         | 1888年 （明治21年） 12月3日     | 1939年 （昭和14年） 3月31日 (c)  | 菅原道真 分銅             | 彩紋               | 95×159        |
| 旧五圓券   | 日本銀行兌換銀券 | 裏大黒5円                                 | 5         | 1886年 （明治19年） 1月4日      | 1939年 （昭和14年） 3月31日 (c)  | 彩紋                      | 大黒天             | 87×152        |
| 旧百圓券   | 日本銀行兌換銀券 | 大黒100円                                 | 100       | 1885年 （明治18年） 9月8日      | 1939年 （昭和14年） 3月31日 (c)  | 大黒天                    | 彩紋               | 116×186       |
| 旧拾圓券   | 日本銀行兌換銀券 | 大黒10円                                  | 10        | 1885年 （明治18年） 5月9日      | 1939年 （昭和14年） 3月31日 (c)  | 大黒天                    | 彩紋               | 93×156        |

- § 有効であった最後の日。この翌日以降の効力を失った。
- * 大蔵省告示(昭和17年第178号)では、1942年（昭和17年）4月20日発行開始となっていた。印刷局から日本銀行への納入期間は1941年（昭和16年）12月 - 1943年（昭和18年）9月。製造枚数は810万枚。実際の発行（使用開始）までの間、日本銀行に死蔵されていた。
- ** 大蔵省告示(昭和2年第85号)では、1927年（昭和2年）5月12日発行開始となっていた。印刷局から日本銀行への納入期間は1927年（昭和2年）4月 - 同年同月。製造枚数は750万枚。実際の発行（使用開始）までの間、日本銀行に死蔵されていた。
- *** 大蔵省告示(昭和17年第1号)では、1942年（昭和17年）1月6日発行開始となっていた。印刷局から日本銀行への納入期間は1938年（昭和13年）4月 - 同年10月。製造枚数は4410万枚。実際の発行（使用開始）までの間、日本銀行に死蔵されていた。
- a 小額通貨の整理及び支払金の端数計算に関する法律（昭和28年7月15日 法律第60号）
- b 日本銀行券預入令（昭和21年2月17日 勅令第84号）
- c 兌換銀行券整理法（昭和2年4月1日 法律第46号）

#### 失効した券に関する補足事項
- 上表の「券種」表記は、当該券面の表記を尊重した。「壹」は「一（壱）」、「貳」は「二（弐）」、「拾」は「十」、「錢」は「銭」、「圓」は「円」にそれぞれ相当する。
- 丙拾圓券・い拾圓券・ろ拾圓券・乙百圓券・い百圓券・ろ百圓券・丙貳百圓券・丁貳百圓券・甲千圓券のうち、右上に証紙の貼られているものは、新円切替に際し、新円の紙幣の代用として使用されたため、本来の通用停止日より後の1946年（昭和21年）10月31日に通用停止となった。詳細は#証紙を参照。
- 上表の紙幣のうち、明治・大正時代の紙幣や、昭和戦前・戦時中の高額券などは、古銭的価値が評価され取引されている。旧百圓券や改造百圓券は現存数が数枚ほどしかないと推測されており、少なすぎて取引例はほぼ皆無である（よって相場価格がない）。乙貳百圓券なども現存数が非常に少ないといわれる。一方、銭単位の券や昭和初期～戦時中の状態の悪い額面100円以下の券などは、買取の際には取引対象とされない、あるいは大量にまとめての安い値段での買取となるのが一般である。

### 参考：未発行券
ここでは、発行されたものと呼称は同一だがデザインが異なるもの（不採用となったデザイン）についても扱う。下記の日本の未発行紙幣は、発行を前提として製造された分は全て廃棄処分されて現存しておらず、見本券が少数現存するのみとなっている。

#### 製造および発行開始の告示が行われたものの実際には発行されなかった新券種
- 甲五拾圓券は1927年（昭和2年）の昭和金融恐慌の際に、取り付け騒ぎの沈静化を目的として急遽大蔵省告示で制定され製造されたが、発行前に騒ぎが沈静化したため発行されなかった[109]。表面が彩紋のみ、裏面が無印刷といういかにも急ごしらえの紙幣であった[109]。なお同時期に発行された乙貳百圓券も同様に裏面が無印刷であったが、こちらは実際に発行された[109]。

#### 製造には着手したものの発行開始の告示が行われなかった新券種
- 甲貳百圓券（武内宿禰）は1923年（大正12年）の関東大震災の直後に紙幣不足の懸念から、横浜正金銀行券のデザインや既製の武内宿禰の肖像を流用して製造された[110]。印刷局が甚大な被害を受けたことから大阪の昌栄堂印刷所に委託して急遽印刷されたが、懸念された紙幣の不足はなく印刷局も復旧したため、発行されずに処分された[110]。のちに発行された丙貳百圓券のデザインは、この甲貳百圓券のデザインを流用・一部改変したものとなっている[110]。
- は拾圓券（和気清麻呂）・い千圓券（日本武尊）・い五百圓券（武内宿禰）は、1945年（昭和20年）の終戦直前に緊急時の紙幣需要に対応するために紙幣の製造効率を高めた紙幣として企画され、終戦直後の混乱の中製造された[111]。しかしながら余りにも作りが貧弱であり銀行券としては不適当とみなされ、大蔵省告示も行われないまま発行中止となった[111]。規格やデザイン等に関しては、は拾圓券はサイズをろ拾圓券より小型化したもの、い千圓券は甲千圓券のデザインを流用・一部改変したもの、い五百圓券は印刷局が手掛けた他の紙幣の版面を繋ぎ合わせたデザインとなっている[112]。
- A千圓券（2次案）（日本武尊）については、後述のA千圓券（1次案）の検討後に再度発行が企画され1946年（昭和21年）に製造が行われた[113]。しかし甲千圓券の図案・原版を再利用し、発行されたA百圓券と同様の新円標識の加刷と地模様の彩色変更を行った程度のものであったため、既に兌換制度が廃止されていたにもかかわらず「日本銀行兌換券」の文字と兌換文言（此券引換に金貨千圓相渡可申候）が残っているという不都合があった[113]。また依然インフレーション助長の懸念もあったため、告示もされず発行見送りとなった[113]。

#### デザインの検討は行われたものの製造が行われなかった新券種
- 1945年（昭和20年）の終戦直後から、他のA号券と同様にA千圓券（1次案）・A五百圓券の発行の準備が進められていた。このときの図案原案は、伐折羅大将像（千圓券）、弥勒菩薩像（五百圓券）というものであった。しかしGHQからこれら高額券はインフレーション助長の可能性があると指摘され、さらに肖像にもクレームがつき告示も製造も取りやめとなった[114]。なお、このときの千圓券の（肖像以外の）図案はA十円券に流用された[114]。
- 1946年（昭和21年）頃、A貳百圓券（藤原鎌足）が新円の紙幣として検討され、その見本券が試作された。その紙幣は丁貳百圓券のデザインを刷色変更の上で流用し、発行されたA百圓券や、未発行に終わったA千圓券（2次案）などと同様の新円標識を加刷したものであったが、これも結局告示や本格製造、発行には至らなかった。
- B拾円券（大久保利通）、B五円券（福沢諭吉）およびB壱円券（二宮尊徳）のデザインが1946年（昭和21年）にB号券として準備されていたが、インフレーションの進行により高額券から優先して発行している間に十円青銅貨・五円黄銅貨・一円アルミ貨が発行されたためこれらの紙幣は製造されなかった[115]。B号券としては高額の千円券から五十円券までの4券種のみが発行された[115]。
- B壱万円券（A案）（法隆寺西院伽藍全景、笏なしの聖徳太子）は、1953年（昭和28年）に考案されたが高額券発行によるインフレーション助長の懸念が根強く製造には至らなかった[116]。そのB案（笏持ちの聖徳太子）がC壱万円券として1958年（昭和33年）に発行された。A案の透かしはC五千円券の透かしとして採用された[116]。
- D号券には発行された3種類の他に、D拾万円券およびD五万円券の発行が検討されていた[117]。それぞれ聖徳太子と野口英世のデザインだったが、1979年（昭和54年）頃より、それまで高度成長を続けてきた経済が急速に沈静化し、銀行券発行高の伸びも極めて鈍化してきたため、最終的には当時の渡辺大蔵大臣、鈴木総理の決断により、製造・発行は取りやめとなった[117]。

#### 発行された券種とは別デザインで不採用となったもの
- 乙百圓券(A案)（藤原鎌足）は1923年（大正12年）に製造準備が行われたものの、未完成の原版や試刷券、検討資料も含め関東大震災の影響で全て焼失してしまい発行されず、結局1930年（昭和5年）にB案のデザインの乙百圓券が発行された[118]。表面右側に藤原鎌足の肖像、左側に談山神社の風景を描いたもので、用紙には菊・桐の図柄の透かしと染色した蚕糸を漉き込んだものであった[118]。
- 1946年（昭和21年）頃、A拾圓券(新円標識版)（和気清麻呂）が新円の紙幣として検討され、その見本券が試作された。その紙幣はい拾圓券のデザインを刷色変更の上で流用し、発行されたA百圓券や、未発行に終わったA千圓券（2次案）などと同様の新円標識を左下と右上の2か所に加刷したものであったが、このデザインも結局不採用となり、A千圓券（1次案）のデザインの流用による国会議事堂のA拾圓券が発行された。
- C千円券(A案・B案)（A案は聖徳太子続投、B案は渋沢栄一）については、A案は聖徳太子の続投はおかしいとの理由で不採用、B案の渋沢栄一も最終選考に残ったものの、当時は偽造防止に、主に肖像にヒゲがある人物が用いられていたため不採用となり、最終的にC案の伊藤博文が採用された[119]。採用を見送られたデザインはお札と切手の博物館及び七十七銀行本店ビルにある金融資料館[120][121]の展示物で確認することが可能である。

## 日本銀行券の様式

### 用紙
日本銀行券で使用される紙幣用紙の原材料には、和紙と同じく三椏（ミツマタ）と、耐久性向上のためマニラ麻（アバカ）が使用されている。これは、繊維が頑丈で独特の手触りがあり、偽造防止にも効果があるためである。実質的に日本銀行券の前身である改造紙幣において三椏100%の紙幣用紙が開発され、人工栽培による原料の安定供給が容易なこと、緻密で複雑な図柄の鮮明な印刷が可能なこと、丈夫で耐久性が強く、透かしの再現性が高いといった利点が評価され、その後発行された日本銀行券でも継続採用された。
第二次世界大戦末期や終戦直後のインフレ時には、三椏の生産が追いつかないため、三椏の割合を大幅に減らしたり、通常の木材パルプを使用するなどして用紙の品質を落としていたこともあったが、耐久性に難がある上に大量の偽札が出回り、経済や社会の混乱を招いたために、「粗悪な紙は通貨の信用を落とす」として取りやめとなった。
戦後、経済成長に伴い紙幣の発行量が増大するにつれて原材料の必要量の確保が難しくなってきたため、1953年（昭和28年）以降はマニラ麻を混合するようになったほか、洗濯機の普及により誤って洗濯機にかけられて紙幣が損傷するなどの事象が多発したため、C号券以降では用紙の強化を目的に尿素樹脂が添加されている。
国内産の「局納みつまた」は、2000年代までは国内での自給自足を維持しており、2005年（平成17年）の時点で島根県・岡山県・高知県・徳島県・愛媛県・山口県の6県が国立印刷局と生産契約を結んでいた。各県に「局納みつまた生産協力会」といった生産者団体が組織されており、局納価格は山口県を除く5県が毎年輪番で印刷局長と交渉して決定された。しかし、生産地の過疎化や農家の高齢化、後継者不足により、2005年度（平成17年度）以降は生産量が激減し、2016年（平成28年）では岡山県、徳島県、島根県の3県だけで生産されており、出荷もこの3県の農協に限られる。
これに対応するために、2010年度（平成22年度）以降は中華人民共和国、ネパール産の三椏の輸入で不足分を補うようになっており、その結果、2016年度（平成28年度）に使った三椏の白皮のうち約9割が外国産となった。外国産三椏は国内産と比べて調達価格が25%程度と安く、経費節減につながる利点がある。その反面、輸入先の災害などによる調達のリスクもある。ネパールにおいて三椏の生産地が2015年（平成27年）の大地震で大きな被害を受けた実例もあり、三椏の安定供給を保つために、国立印刷局は国内で新たな出荷元を探している。

### 記番号
日本銀行券には、1枚1枚を識別するためにそれぞれ異なる一意の英数字（かつては数字のみ、明治期には数字としては漢数字が用いられ、また券種によっては変体仮名を用いるものもあった。）で構成される記号と番号が印刷されており、これにより発行枚数の管理を行うだけでなく、偽造紙幣の追跡などにも用いられている。紙幣の様式により記番号の付番体系が変遷しているため、以下に整理する。

#### F号券
2024年に発行されたF号券では、「AA000001AA」のように、左側にアルファベット2桁、中央に数字6桁、右側にもアルファベット2桁という構成となった。
この形式の記番号は、B号券からE号券までの紙幣のうちC一万円券とC五千円券以外のものと同様、紙幣の左上と右下の2か所に印刷されている。
B号券からE号券までの紙幣同様、アルファベット26文字のうち、「I」（アイ）と「O」（オー）は、数字の「1」「0」と紛らわしいため使用されない。従って使用されるアルファベットは24文字となる。また中央の数字6桁（通し番号）についても、従来券種と同様、000001から900000までの90万通りであり、基本的には1つのアルファベットの組み合わせ（記号）につき90万枚製造されている。
よってこの形式の記番号は、900,000×（24＾4）＝298,598,400,000（2985億9840万）通りとなり、B号券～E号券の形式と比較して23.04倍と大幅に増加した。そのためB号券からE号券において、しばしば記番号の組合せを使い切って色を変更していたが、F号券では現実的に起こり得なくなった。
記番号の進み方については、3券種いずれも、数字に例えると、上位の桁から順に、先頭左側のアルファベット→先頭右側のアルファベット→末尾左側のアルファベット→末尾右側のアルファベット→中央の数字6桁（通し番号）の順と推測されている。また末尾右側のアルファベットは製造工場を表し、ミニ改刷後のD券やE券の末尾1桁のアルファベットと同様、A-Gが滝野川工場、H,J-Nが小田原工場、P-Sが静岡工場、T-Zが彦根工場と推測されている。
900001以降の通し番号は、これまで補刷券に用いられていたが、F号券では発行前に印刷された一般流通を目的としない見本券に用いられている。

#### B号券, C号券, D号券, E号券

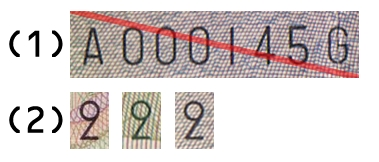
（1） E千円券の記番号。この記番号から滝野川工場で製造された「5,400,145（=900,000×6+145）枚目」のE千円券であることが分かる。（2） 左からC,D,E千円券の記番号のやや特殊な「2」の字体。E五千円券でも採用。

ラテン文字（アルファベット）と算用数字の組み合わせによる通し番号という形式である。各券種の日本銀行券1枚ずつ固有のものである。ただし、記番号の組み合わせを全て使い切ってしまった場合、あるいは紙幣の仕様をマイナーチェンジする場合、印刷色を変えて再度同じ記番号が使われている。アルファベット26文字のうち、「I」（アイ）と「O」（オー）は、数字の「1」「0」と紛らわしいため使用されない。従って使用されるアルファベットは24文字となる。
1. 左端のアルファベットは1文字または2文字であり、概ね2文字のものより1文字のものが製造時期が早い。1文字のものについては、概ね A, B, C ... Z の順番で製造される。2文字である場合、額面五千円以上の券は概ね AA, AB, AC ... BA, BB, BC ... ZX, ZY, ZZ の順に製造され、額面二千円以下の券は概ね AA, BA, CA ...  AB, BB, CB ... XZ, YZ, ZZ の順に製造される。なぜ「概ね」なのかというと、印刷局の工場が4か所あり、各工場間の券製造のスケジュール調整がいかになされているかは当局者しか知り得ないからである。しかし製造時期の早晩を判断する大体の目安にはなる[130]。
2. アルファベットに挟まれた数字6桁については、000001から900000までの90万通りであり、基本的には1つのアルファベットの組み合わせ（記号）につき90万枚製造されている。ただし各券種の最終組など、一部の記号で製造枚数が90万枚に満たないものが存在する[130]。
3. 右端のアルファベット1文字を「末尾記号」といい、製造した工場を表すが、例外も有り得る。概ね以下の通りになっている[130]（[131]も参照）。

| 製造工場                       | B号券4種 C号券4種 | D一万円券 D五千円券 D千円券 （ミニ改刷前） | D一万円券 D五千円券 D千円券 （以上ミニ改刷後） D二千円券 E号券3種 |
| ------------------------------ | ----------------- | ------------------------------------------ | ----------------------------------------------------------------- |
| 滝野川工場（東京都北区）       | A - H             | A - G                                      | A - G                                                             |
| 小田原工場（神奈川県小田原市） | J - N、P - R      | H、J - N、P                                | H、J - N                                                          |
| 静岡工場（静岡県静岡市駿河区） | S - V             | Q - T                                      | P - S                                                             |
| 彦根工場（滋賀県彦根市）       | W - Z             | U - Z                                      | T - Z                                                             |

結局、同一印刷色の記番号で （24×900,000×24）+（24×24×900,000×24） = 12,960,000,000 （129億6千万）枚まで製造・発行できることになる。記番号を数字に例えるなら、上記  1. 2. 3.  のうち、最も上位の桁は  1. で、次が 3. 最下位の桁が  2.  である。例えば、E千円券を小田原工場で製造する場合、「AA900000H」の次に製造すべきは「AA000001J」であり、「AA900000N」の次は「BA000001H」である。同一デザインの紙幣の製造中に、記番号の組み合わせの枯渇や、紙幣の仕様のマイナーチェンジにより記番号の色が変わる場合、記番号の色は上記の 1. より更に上位の桁とみなすこともできる。
これまでに記番号の色が変更された紙幣は次の通り。なお、変更の理由は、a 記番号の組み合わせの枯渇、 b 紙幣の仕様のマイナーチェンジ、である。
- C千円券（伊藤）: 黒色（1963年（昭和38年）11月）→ a 青色（1976年（昭和51年）7月)
- D一万円券（福澤）:  黒色（1984年（昭和59年）11月）→ b 褐色（1993年（平成5年）12月）
- D五千円券（新渡戸）:  黒色（1984年（昭和59年）11月）→ b 褐色（1993年（平成5年）12月）
- D千円券（夏目）:  黒色（1984年（昭和59年）11月）→ a 青色（1990年（平成2年）11月）→ b 褐色（1993年（平成5年）12月）→ a 暗緑色（2000年（平成12年）4月）
- E一万円券（福澤）: 黒色（2004年（平成16年）11月）→ a 褐色（2011年（平成23年）7月）[133]
- E五千円券（樋口）:  黒色（2004年（平成16年）11月）→ b 褐色（2014年（平成26年）5月）[134]
- E千円券（野口）:  黒色（2004年（平成16年）11月）→ a 褐色（2011年（平成23年）7月）[135] → a 紺色（2019年（平成31年）3月）[136]

発行枚数が多い紙幣では、以上のように記番号に複数の色が使われたことがあった一方で、発行枚数が少ない紙幣では、次のような例がある。
- B五十円券（高橋）：左端のアルファベットが1文字のものしか存在しない。
- D二千円券（守礼門）：左端のアルファベットが1文字のものは使い切ったが、左端のアルファベットが2文字のものは、2桁目が「A」のもののみが存在する。

この形式の記番号は、C一万円券とC五千円券では左上・右上・左下・右下の4か所、それ以外の紙幣では左上と右下の2か所に印刷されている。
記番号の書体については、印刷局独自の特殊なものが採用されている。C号券 - E号券では、同じ書体が採用されている券種でグループ分けすると、次の箇条書きのようになる。
- C一万円券・C五千円券・D一万円券
- C五百円券・D五千円券
- C千円券・D千円券・E五千円券・E千円券[注釈 52]
- D二千円券・E一万円券

C号券4種（このうちC千円券については黒記番号のもの）については、沖縄の本土復帰に伴う通貨交換（第五次通貨交換）用の特殊記号券が存在し、記番号の英字の組み合わせのうちごく一部の特定のものがこれに当たるが、その現存数は非常に少ない。

#### 旧型式（戦前～終戦直後）
B号券より前の日本銀行券の記番号は基本的に「組番号（記号）・通し番号」という形式であった。この場合も通し番号は基本的に、B号券以降のアルファベットに挟まれた数字6桁と同様、000001から900000までの90万通りであったが、一部の券種では不良券との差し替え用に900001以降の通し番号が印刷されることがあった（補刷券）。
A号券 (A券)
A号券の記号は4桁以上の数字で構成され、先頭の桁は常に「1」となっており、日本銀行券であることを表している。末尾の2桁は製造工場を表しており、先頭1桁と末尾2桁を除いた部分が組番号となる。なお通し番号は100円券のみに印刷されており、その100円券は1組につき90万枚製造されている。100円券の記号は右上と左下に、通し番号は左上と右下に印刷されている。通し番号のない10円以下の券種については、1組につき500万枚製造されている。ちなみに、日本銀行券ではないが、A号券と同時期に発行された小額政府紙幣の板垣50銭の記号は、先頭の桁が政府紙幣を表す「2」となっている以外はA号券と同様の形式である。ただし一部の組で製造枚数が500万枚（90万枚）に満たないものが存在する。
A号券の記号下2桁の表を以下に示す。○は製造されている（存在する）ことを示す。
| 製造工場               | 記号下2桁 | A百円券 | A十円券 | A五円券 | A一円券 | 政府紙幣 板垣五十銭券 | A十銭券 | A五銭券 |
| ---------------------- | --------- | ------- | ------- | ------- | ------- | --------------------- | ------- | ------- |
| 大蔵省印刷局滝野川工場 | 12        | ○       | ○       | ○       | ○       | ○                     | ○       |         |
| 大蔵省印刷局酒匂工場   | 22        | ○       | ○       | ○       | ○       |                       |         |         |
| 大蔵省印刷局静岡工場   | 32        | ○       | ○       |         | ○       |                       | ○       |         |
| 大蔵省印刷局彦根工場   | 42        | ○       | ○       |         | ○       |                       |         |         |
| 凸版印刷板橋工場       | 13        | ○       | ○       |         | ○       | ○                     | ○       | ○       |
| 凸版印刷富士工場       | 23        | ○       | ○       |         |         | ○                     |         |         |
| 凸版印刷大阪工場       | 33        | ○       | ○       |         |         | ○                     | ○       |         |
| 大日本印刷市ヶ谷工場   | 14        |         | ○       |         |         |                       |         |         |
| 大日本印刷秋田工場     | 24        |         | ○       |         |         |                       |         |         |
| 大日本印刷新発田工場   | 34        |         | ○       |         |         |                       |         |         |
| 大日本印刷榎町工場     | 44        | ○       |         |         | ○       | ○                     |         |         |
| 共同印刷小石川工場     | 15        | ○       | ○       | ○       | ○       | ○                     | ○       |         |
| 東京証券印刷王子工場   | 16        | ○       | ○       |         | ○       | ○                     | ○       |         |
| 東京証券印刷小田原工場 | 26        | ○       |         | ○       | ○       | ○                     | ○       |         |
| 東京証券印刷武生工場   | 36        |         | ○       |         |         |                       |         |         |
| 帝国印刷芝工場         | 17        | ○       |         | ○       |         | ○                     |         |         |

更に過去の日本銀行券
記号は基本的に組番号に波括弧をつけたものとなっており、記番号の進行はまず{1}から始まり、通し番号が900000まで（補刷券がある場合はこの限りではない）いくと次は{2}となり、以下通し番号を使い切るごとに{3}、{4}と次へ移っていくという単純なものであった。戦時中などの一部の券種については、通し番号が印刷されておらず記号のみの表記となっており、1組あたりの製造枚数も90万枚ではなく、券種によってさまざまに設定されていた。また明治期の日本銀行兌換銀券や日本銀行兌換券の場合は、記号番号とも漢数字のものや、記号がいろは順の変体仮名で通し番号が漢数字のものが存在した。漢数字は「〇壹貳叄四五六七八九」（ただし甲拾圓券・甲五圓券の後期のものでは2に対応するものは「弍」）を使い、記号は「第壹號」のように前後に「第」と「號」を付けて表示された（変体仮名の場合は後ろに「號」を付けるのみ）。漢数字記番号の紙幣については、券種によって通し番号の桁数や1組あたりの製造枚数（最大通し番号）が異なっている。一部券種を除き、記号は右上と左下に、通し番号は左上と右下に印刷されている。

#### 記番号の形式の変遷一覧
| 券種              | 券種                                                         | 記号の表示形式 | 通し番号の表示形式                                                               | 備考 |
| ----------------- | ------------------------------------------------------------ | --- | -------------------------------------------------------------------------------- | --- |
| 兌換銀券          | 旧百圓券                                                     | 漢数字（例：「第壹號」）、黒色 | 漢数字4桁（例：「第壹貳叄四番」）、黒色                                          | 「第壹號」は「第五五〇〇番」まで 「第貳號」・「第叄號」は「第五〇〇〇番」まで 「第四號」は「第〇五〇〇番」まで |
| 兌換銀券          | 旧拾圓券                                                     | 漢数字（例：「第壹號」）、赤色 | 漢数字5桁（例：「第壹貳叄四五番」）、緑色 最大「第四〇〇〇〇番」                 | 最終組「第貳九號」は「第叄五〇〇〇番」まで |
| 兌換銀券          | 旧五圓券                                                     | 漢数字（例：「第壹號」）、黒色 | 漢数字5桁（例：「第壹貳叄四五番」）、黒色 最大「第八〇〇〇〇番」                 | 最終組「第叄〇號」は「第貳〇〇〇〇番」まで |
| 兌換銀券          | 旧壹圓券                                                     | 漢数字（例：「第壹號」）、黒色 | 漢数字6桁（例：「壹貳叄四五六」）、黒色 最大「九〇〇〇〇〇」                     | 「第四壹號」 - 「第五貳號」（最終組）は通し番号に欠番あり |
| 兌換銀券          | 改造百圓券                                                   | 漢数字（例：「第壹號」）、赤色 | 漢数字5桁（例：「壹貳叄四五」）、赤色 最大「壹五〇〇〇」                         | 通し番号に欠番あり |
| 兌換銀券          | 改造拾圓券前期                                               | 漢数字（例：「第壹號」）、赤色 | 漢数字5桁（例：「壹貳叄四五」）、赤色 最大「四〇〇〇〇」                         | 「第壹〇五號」まで |
| 兌換銀券          | 改造拾圓券後期                                               | 漢数字（例：「第壹〇六號」）、赤色 | 漢数字6桁（例：「壹貳叄四五六」）、赤色 最大「九〇〇〇〇〇」                     | 「第壹〇六號」 - 「第壹壹〇號」（最終組） |
| 兌換銀券          | 改造五圓券前期                                               | 漢数字（例：「第壹號」）、赤色 | 漢数字5桁（例：「壹貳叄四五」）、赤色 最大「九〇〇〇〇」                         | 「第九叄號」まで |
| 兌換銀券          | 改造五圓券後期                                               | 漢数字（例：「第九四號」）、赤色 | 漢数字6桁（例：「壹貳叄四五六」）、赤色 最大「九〇〇〇〇〇」                     | 「第九四號」 - 「第壹〇貳號」（最終組） |
| 兌換銀券          | 改造壹圓券前期                                               | 漢数字（例：「第壹號」）、赤色 | 漢数字6桁（例：「壹貳叄四五六」）、赤色 最大「九〇〇〇〇〇」                     | 「第壹五〇號」まで |
| 兌換銀券          | 改造壹圓券後期                                               | アラビア数字（例：{151}）、赤色 | アラビア数字6桁（例：123456）、赤色 最大900000                                   | 記号：{151} - {446}（最終組） |
| 兌換券            | 甲百圓券前期・甲拾圓券前期・甲五圓券前期                     | 変体仮名（例：「い號」）、黒色 | 漢数字6桁（例：「壹貳叄四五六」）、黒色 最大「九〇〇〇〇〇」                     | 甲拾圓券・甲五圓券は「す號 九〇〇〇〇〇」まで完全に使い切った後、後期の表示形式へ移行 甲百圓券は「は號 壹四〇〇〇〇」までで打ち切った上で後期の表示形式へ移行 |
| 兌換券            | 甲拾圓券後期・甲五圓券後期                                   | アラビア数字（例：＜1＞）、黒色 | 漢数字6桁（例：「壹弍叄四五六」）、黒色 最大「九〇〇〇〇〇」                     | アラビア数字記号の括弧は実際には独特の形 |
| 兌換券            | 乙貳百圓券                                                   | アラビア数字（例：{1}）、赤色 | （なし）                                                                         | 1記号当たり1,000,000枚製造 |
| 兌換券            | 上記以外の兌換券全券種（甲百圓券後期含む）                   | アラビア数字（例：{1}） | アラビア数字6桁（例：123456） 最大900000                                         | 記番号色は、 乙五圓券：小豆色 丙貳百圓券：赤色 それ以外：黒色 |
| 不換紙幣 （旧円） | い百圓券・い拾圓券前期・ろ五圓券前期                         | アラビア数字（例：{1}）、黒色 | アラビア数字6桁（例：123456）、黒色 最大は基本900000だが、900001以降の補刷券あり | い拾圓券は{480}、ろ五圓券は{94}まで |
| 不換紙幣 （旧円） | い壹圓券前期                                                 | アラビア数字（例：{1}）、赤色 | アラビア数字6桁（例：123456）、赤色 最大は基本900000だが、900001以降の補刷券あり | 記号：{34}まで |
| 不換紙幣 （旧円） | い拾圓券後期・ろ五圓券後期・い壹圓券後期・い拾錢券・い五錢券 | アラビア数字（例：{1}）、赤色 | （なし）                                                                         | い壹圓券{35} - {44}は1記号当たり1,000,000枚製造 い拾圓券{481} - {542}、ろ五圓券{95} - {98}、い壹圓券{45} - {49}は1記号当たり5,000,000枚製造 い拾錢券・い五錢券は1記号当たり50,000,000枚製造 |
| 不換紙幣 （旧円） | ろ百圓券・ろ拾圓券                                           | アラビア数字（例：1）、赤色 | （なし）                                                                         | 記号の括弧なし ろ百圓券1 - 43、ろ拾圓券1 - 69は1記号当たり1,000,000枚製造 ろ百圓券44 - 190、ろ拾圓券70 - 165は1記号当たり5,000,000枚製造 |
| 不換紙幣 （新円） | A百圓券                                                      | アラビア数字4桁以上（例：1112（最初記号）、1735216（最終記号））、黒色 構成は1（日本銀行券）＋組番号＋製造工場（末尾2桁）               | アラビア数字6桁（例：123456）、黒色 最大は基本900000だが、900001以降の補刷券あり | 記号の括弧なし |
| 不換紙幣 （新円） | A号券（A百圓券以外の5種）                                    | アラビア数字4桁以上（例：1116（A拾圓券最初記号）、1197722（A拾圓券最終記号））、赤色 構成は1（日本銀行券）＋組番号＋製造工場（末尾2桁） | （なし）                                                                         | 1記号当たり5,000,000枚製造 日本銀行券ではないが、政府紙幣の板垣五十銭券は記号の先頭桁が2（政府紙幣）となっている以外はA号券と同形式 |
| 不換紙幣 （新円） | B号券4種・C号券4種・D号券4種・E号券3種                       | 通し番号を挟んで、先頭1桁または2桁、末尾1桁のアルファベット（例：A-B、AB-C）                                                            | アラビア数字6桁（例：123456） 最大900000                                         | 記号と番号は合体した形式となっており、記番号全体の形式の例は「A123456B、AB123456C」 記番号の色は黒色から始まり、その組み合わせが枯渇するか紙幣の仕様をマイナーチェンジした場合に色が変更された。その該当券種と使用色は前述の通り。 印刷位置は、C一万円券とC五千円券では左上・右上・左下・右下の4か所、それ以外の紙幣では左上と右下の2か所 |
| 不換紙幣 （新円） | F号券3種                                                     | 通し番号を挟んで、先頭2桁、末尾2桁のアルファベット（例：AB-CD）、黒色                                                                   | アラビア数字6桁（例：123456）、黒色 最大900000                                   | 記号と番号は合体した形式となっており、記番号全体の形式の例は「AB123456CD」 印刷位置は左上と右下の2か所 |

#### 珍番号
特に珍しい記番号が印刷されている紙幣は珍番号と呼ばれ、特に未使用のものは貨幣市場では額面以上の価値で取引されることがある。具体的には、特に通し番号（6桁の数字）部分について、以下のようなものが該当する。
- 1桁：「000001」～「000009」（9通り）
  - その中でも最初に当たる「000001」は収集価値が高いとされる。
- ゾロ目：「111111」～「888888」（8通り）
  - 記番号のルール上、「999999」「000000」はありえない。
- キリ番：「100000」～「900000」（9通り）
  - その中でも最終に当たる「900000」は収集価値が高いとされる。
- 階段：「123456」など

### 肖像
1887年（明治20年）に、日本武尊・武内宿禰・藤原鎌足・聖徳太子・和気清麻呂・坂上田村麻呂・菅原道真の7人を日本銀行券の肖像候補として選定した。いずれも紙幣肖像の彫刻に必要となる写真や明確な肖像画が残っていない人物であるため、当時お雇い外国人として来日し、日本の紙幣製造の技術指導に当たっていたイタリア人で画家のエドアルド・キヨッソーネが、文献資料や絵画・彫刻などから各人の事蹟や性格、容姿などを研究し風貌を脳裏に描いてから、そのイメージに似合う実在の（当時生きていたあるいは写真が残っていた）別の人物を探し、その人物をモデルとして描いたとされる。 その後、戦前の日本銀行券の肖像には前述の候補の7人のうち、坂上田村麻呂以外の6人が採用されている。
1946年（昭和21年）に大蔵省印刷局は、光明皇后・聖徳太子・貝原益軒・菅原道真・松方正義・板垣退助・木戸孝允・大久保利通・野口英世・渋沢栄一・岩倉具視・二宮尊徳・福沢諭吉・青木昆陽・夏目漱石・吉原重俊・新井白石・伊能忠敬・勝安房・三条実美の20人を紙幣の肖像候補としてリストアップした事が確認されている。
戦後、B号券以降は、聖徳太子以外は写真が現存している近代の人物が採用されるようになった。A百円券やB号券、C号券では聖徳太子と近代政治家の肖像が採用された。聖徳太子は高額券に採用されたため、「高額券＝聖徳太子」のイメージは昭和生まれ世代にはなじみ深いものである。1984年（昭和59年）のD号券以降は、D二千円券を除きいわゆる文化人が肖像に採用されている。D二千円券は表が人物の肖像ではなく、建築物を像としている点で特異である。
なお、D五千円券でピックアップされた新渡戸稲造は1981年（昭和56年）の紙幣刷新決定当時に在任中の鈴木善幸内閣総理大臣と同じ出身地であったり、E一万円券にピックアップされた福澤諭吉は2001年（平成13年）の紙幣刷新決定当時に在任中の小泉純一郎内閣総理大臣・塩川正十郎財務大臣の出身校である慶應義塾大学の創設者であったほか、2024年（令和6年）に発行されたF一万円券にピックアップされた渋沢栄一は2019年（令和元年）の紙幣刷新発表当時に在任中であった安倍晋三内閣総理大臣・麻生太郎財務大臣の親戚にあたる人物であるなど、デザイン決定時の首相や大臣に関連する人物が取り上げられるケースもある。
また、肖像の人名については、B号券以降では肖像が描かれていないD二千円券以外の全券種に記載されているが、B号券より前の券種には記載されていないものが多く、改造券4種と甲百圓券・甲拾圓券・甲五圓券に記載されている程度であり、これらの紙幣に描かれている武内宿禰・菅原道真・和気清麻呂・藤原鎌足の紙幣券面の人名表記は、それぞれ「武内大臣」「菅原道真公」「和氣清麻呂卿」「藤原鎌足公」となっている。

#### 日本銀行券の肖像になった人物など

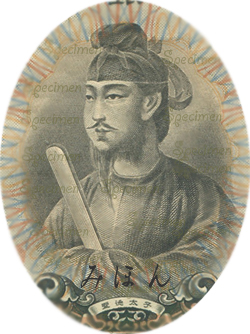
聖徳太子(C五千円券)

下線は現在有効な券、*は別人をモデルとして描かれた想像上の肖像を示す。
- 大黒天*（旧拾圓、旧一円、旧百圓、旧五圓）
- 菅原道真*（改造五圓、乙五圓、甲貳拾圓、丁五圓、い五圓、ろ五圓）
- 和気清麻呂*（改造拾圓、甲拾圓、乙拾圓、丙拾圓、い拾圓、ろ拾圓）
- 藤原鎌足*（改造百圓、甲百圓、乙貳拾圓、丁貳百圓）
- 武内宿禰*（改造一円、甲五圓、丙五圓、丙貳百圓、い一円）
- 聖徳太子（乙百圓、い百圓、ろ百圓、A百円、B千円、C五千円、C一万円）※原画は「唐本御影」（聖徳太子二王子像）
- 楠木正成（い五錢）※皇居前広場の銅像
- 日本武尊*（甲千圓）
- 二宮尊徳（A一円）
- 岩倉具視（B五百円、C五百円）
- 高橋是清（B五十円）
- 板垣退助（B百円）
- 伊藤博文（C千円）
- 福澤諭吉（D一万円、E一万円）
- 新渡戸稲造（D五千円）
- 夏目漱石（D千円）
- 紫式部（D二千円）※ただし、肖像としてではなく裏面の図柄として採用。原画は『紫式部日記絵巻』。
- 樋口一葉（E五千円）
- 野口英世（E千円）
- 渋沢栄一（F一万円）[129]
- 津田梅子（F五千円）[129]
- 北里柴三郎（F千円）[129]

### 人物以外の図案
戦前の日本銀行券では、券面に印刷されている肖像の人物と関わりの深い神社などが図案の題材として多く採用されていた。戦後に発行された日本銀行券では、国会議事堂や富士山など、日本を象徴する建築物や風景、動植物などが採用されることが多くなっており、C号券以降は肖像人物との関連性がない題材が採用されている。2000年代以降のD二千円券やE号券・F号券では、著名な芸術作品なども題材として採用されるようになっている。
なお、肖像には改造券4種やB号券以降の各券種などにおいて人名が付記されているのとは異なり、肖像以外の図案については題材についての注記は記載されていないものがほとんどである。ただし、甲百圓券・甲拾圓券・甲五圓券の3券種に限って題材の神社名が注記として記載されている。

#### 日本銀行券の図案に採用された題材
下線は現在有効な券を示す。
建築物
- 宇倍神社
  - 全景（甲五圓）
  - 拝殿（丙五圓、い一円）
- 護王神社
  - 拝殿（甲拾圓）
  - 本殿（乙拾圓、丙拾圓、い拾圓、ろ拾圓）
- 談山神社
  - 全景（甲百圓）
  - 拝殿（乙貳拾圓、丁貳百圓）
  - 十三重塔（乙貳拾圓、丁貳百圓）
- 日本銀行本店本館（甲百圓、B五十円、C五千円、C千円）
- 北野神社〈現：北野天満宮〉拝殿（乙五圓、甲貳拾圓、丁五圓、い五圓、ろ五圓）
- 法隆寺
  - 西院伽藍全景（乙百圓、い百圓、ろ百圓、A百円）
  - 夢殿（乙百圓、い百圓、A百円、B千円）
- 八紘一宇塔〈現：平和の塔〉（い拾錢）
- 建部神社〈現：建部大社〉本殿（甲千圓）
- 国会議事堂（A十円、A拾錢、B百円）
- 首里城守礼門（D二千円）
- 東京駅丸の内駅舎（F一万円）[129]

風景
- 富士山
  - 雁ヶ腹摺山から望む富士山（B五百円、C五百円）※原画は名取久作撮影の写真
  - 本栖湖に映る逆さ富士（D五千円、E千円）※原画は岡田紅陽撮影の写真「湖畔の春」

動物
- 猪 （改造拾圓、甲拾圓）
- 鳳凰（A十円、C一万円）
- 鶏（A一円）
- 鳩（A拾錢）
- 雉（D一万円）
- 丹頂（D千円）

植物
- 梅（A五銭）
- 赤松（D五千円）
- 桜（E千円）
- 藤（F五千円）[129]

絵画・彫刻
- 『源氏物語絵巻』第38帖「鈴虫」の絵図と詞書（D二千円）※源氏物語の登場人物の光源氏、冷泉帝が描かれている
- 平等院鳳凰堂鳳凰像（E一万円）
- 尾形光琳筆「燕子花図」（E五千円）
- 葛飾北斎筆『富嶽三十六景』の「神奈川沖浪裏」（F千円）[129]

その他
- 分銅（改造五圓）
- 一圓銀貨（旧一円、改造一円）
- 麦・稲などの食料（A一円）
- 地球（D五千円）※太平洋を中心として描かれている

なお、上記の他に、彩紋や地模様、輪郭枠として唐草模様が多用されているほか、日本を想起するものとして菊花や桜花、宝相華などのデザインが複数の券種で取り入れられている。また、昭和初期に発行された券種では、肖像と券面全体の図柄に関連性を持たせる方針でデザインが行われたため、肖像の人物に因んだ図柄が券面に散りばめられており、乙百圓券を筆頭に、丙拾圓券、丁五圓券、い号券の一部券種などでは、肖像の人物にゆかりのある法隆寺や正倉院などに関連する古来の文化財を基にしたデザインが地模様や輪郭などに採用されていた。この流れは戦後に発行されたB号券やC千円券においても引き継がれており、肖像との関連性は無いものの文化財を基にした文様が用いられていた。

### 識別マーク
D号券以降の日本銀行券では、視覚障害者が触覚で容易に券種を識別できるように識別マークが施されている。
二千円券以外のD号券では、透かしにより各券の表面から見て左下隅に施されており、D一万円券は点字の「う」を模した「丸印が横に2つ」、D五千円券は点字の「い」を模した「丸印が縦に2つ」、D千円券は点字の「あ」を模した「丸印が1つ」となっている。
D二千円券およびE号券では、深凹版印刷により左下と右下の両隅に施されており、D二千円券は点字の「に」を模した「丸印が縦に3つ」、E一万円券は「左下隅L字・右下隅逆L字」、E五千円券は「八角形」、E千円券は「横棒」となっている。2024年（令和6年）発行のF号券3種でも深凹版印刷により施されているが、斜線の連続模様の印刷位置を券種ごとに変える方式（一万円券は左右隅、五千円券は上下隅、千円券は右上隅・左下隅）に変更された。
この他、表面に貼付されたホログラムの表層はその他の印刷面と触感が異なる透明層で覆われていることから、こちらも触覚で券種を識別する際に使用される。2014年（平成26年）5月12日以降発行のE五千円券は、券種の識別性の向上のためにE一万円券（楕円状）と異なる形状（角丸四角状）の透明層に変更されており、この方法でも券種の識別が可能となった。2024年（令和6年）発行のF号券3種でも、券種ごとにホログラムの位置を変えるなどして識別可能なように設計されている。
| 券種                                    | 券種              | 識別マーク       | 識別マーク            | 識別マーク | ホログラム（透明層の形状・タイプ） | ホログラム（透明層の形状・タイプ） |
| 券種                                    | 券種              | 表面から見た位置 | 形状                  | 方式       | 位置                               | 形状                               |
| --------------------------------------- | ----------------- | ---------------- | --------------------- | ---------- | ---------------------------------- | ---------------------------------- |
| 兌換銀券 兌換券 不換紙幣 （旧円・新円） | C号券以前の全券種 | （なし）         | （なし）              | （なし）   | （なし）                           | （なし）                           |
| 不換紙幣 （新円）                       | D一万円券         | 左下隅           | 丸印が横に2つ         | 透かし     | （なし）                           | （なし）                           |
| 不換紙幣 （新円）                       | D五千円券         | 左下隅           | 丸印が縦に2つ         | 透かし     | （なし）                           | （なし）                           |
| 不換紙幣 （新円）                       | D千円券           | 左下隅           | 丸印が1つ             | 透かし     | （なし）                           | （なし）                           |
| 不換紙幣 （新円）                       | D二千円券         | 左右下両隅       | 丸印が縦に3つ         | 深凹版印刷 | （なし）                           | （なし）                           |
| 不換紙幣 （新円）                       | E一万円券         | 左右下両隅       | 左下隅L字 右下隅逆L字 | 深凹版印刷 | 表面左下                           | 楕円形のパッチタイプ               |
| 不換紙幣 （新円）                       | E五千円券         | 左右下両隅       | 八角形                | 深凹版印刷 | 表面左下                           | 楕円形のパッチタイプ               |
| 不換紙幣 （新円）                       | E五千円券         | 左右下両隅       | 八角形                | 深凹版印刷 | 表面左下                           | 角丸四角形のパッチタイプ           |
| 不換紙幣 （新円）                       | E千円券           | 左右下両隅       | 横棒                  | 深凹版印刷 | （なし）                           | （なし）                           |
| 不換紙幣 （新円）                       | F一万円券         | 左右隅           | 斜線の連続模様        | 深凹版印刷 | 表面左側端寄り                     | 帯状のストライプタイプ             |
| 不換紙幣 （新円）                       | F五千円券         | 上下隅           | 斜線の連続模様        | 深凹版印刷 | 表面左側中央寄り                   | 帯状のストライプタイプ             |
| 不換紙幣 （新円）                       | F千円券           | 右上隅・左下隅   | 斜線の連続模様        | 深凹版印刷 | 表面左下                           | 俵形のパッチタイプ                 |

### 印章
B号券以降の日本銀行券には、全て表側に「総裁之印」、裏側に「発券局長」という印章が印刷されている。1993年（平成5年）12月1日のミニ改刷後のD号券以降では、表側の「総裁之印」（D号券では裏側の「発券局長」も）については、偽造防止技術の一つとして特殊発光インキが採用され、ブラックライトで照らすと蛍光する仕掛けになっている。
「総裁之印」は調印、「発券局長」は副印とも呼ばれる。B号券より前の日本銀行券では、現在発行中の紙幣と同じ表側「総裁之印」裏側「発券局長」のもののほか、「総裁之印」「発券局長」両方が表側に印刷されているもの、表側の「総裁之印」のみ印刷されているもの、裏側が「発券局長」ではなく「文書局長」（種類によっては「発行局長」あるいは「金庫局長」が合わせて印刷されている）となっているものなどが存在し、日本銀行券のうち最初に発行された日本銀行兌換銀券の旧券（大黒札）では表側が日銀マークの周囲に「日本銀行総裁之章」の文字のあるものと「文書局長」の割印、裏側が「金庫局長」となっていた。
なお、日本以外の多くの国の紙幣とは異なり、券面に発行者の署名（サイン）は記載されていない。
以下の一覧では、特記しないものは印章のデザインが○の中に篆書体の文字が入っているものとなっている。「発行局長」については文字のデザインに2種あるので、篆書体の文字が外側の丸い縁に接しているものを（1）、縁に接していないものを（2）と表記して区別している。
| 券種              | 券種                                                                                        | 印章                                                                                    | 印章                                   |
| 券種              | 券種                                                                                        | 表面                                                                                    | 裏面                                   |
| ----------------- | ------------------------------------------------------------------------------------------- | --------------------------------------------------------------------------------------- | -------------------------------------- |
| 兌換銀券          | 旧券4種                                                                                     | 日本銀行総裁之章（日銀マークの周囲に文字） 文書局長（隷書・文字の周囲に竜の模様・割印） | 金庫局長（隷書・文字の周囲に竜の模様） |
| 兌換銀券          | 改造券4種                                                                                   | 総裁之印                                                                                | 文書局長 金庫局長                      |
| 兌換券            | 甲五圓券・甲拾圓券・甲百圓券・乙五圓券                                                      | 総裁之印                                                                                | 文書局長 発行局長（1）                 |
| 兌換券            | 乙拾圓券・丙五圓券・甲貳拾圓券                                                              | 総裁之印                                                                                | 文書局長                               |
| 兌換券            | 乙貳百圓券                                                                                  | 総裁之印                                                                                | （なし）                               |
| 兌換券            | 乙百圓券・丁五圓券・丙拾圓券・乙貳拾圓券・丙貳百圓券                                        | 総裁之印                                                                                | 文書局長                               |
| 兌換券            | い五圓券・丁貳百圓券・甲千圓券                                                              | 総裁之印                                                                                | 文書局長 発行局長（2）                 |
| 不換紙幣 （旧円） | い百圓券                                                                                    | 総裁之印                                                                                | 発券局長                               |
| 不換紙幣 （旧円） | い拾圓券・ろ五圓券・い壹圓券・い拾錢券・い五錢券・ろ百圓券・ろ拾圓券                        | 総裁之印 発券局長                                                                       | （なし）                               |
| 不換紙幣 （新円） | A百圓券                                                                                     | 総裁之印                                                                                | 発券局長                               |
| 不換紙幣 （新円） | A拾圓券・A五圓券・A壹圓券                                                                   | 総裁之印 発券局長                                                                       | （なし）                               |
| 不換紙幣 （新円） | A拾錢券・A五銭券                                                                            | 総裁之印                                                                                | （なし）                               |
| 不換紙幣 （新円） | B号券4種・C号券4種・D一万円券（ミニ改刷前）・D五千円券（ミニ改刷前）・D千円券（ミニ改刷前） | 総裁之印                                                                                | 発券局長                               |
| 不換紙幣 （新円） | D一万円券（ミニ改刷後）・D五千円券（ミニ改刷後）・D千円券（ミニ改刷後）・D二千円券          | 総裁之印（特殊発光インキ）                                                              | 発券局長（特殊発光インキ）             |
| 不換紙幣 （新円） | E号券3種・F号券3種                                                                          | 総裁之印（特殊発光インキ）                                                              | 発券局長                               |

### 券面記載の文言

#### 題号・額面金額・発行元銀行名
全ての日本銀行券の表面には、題号（表題）として「日本銀行券（あるいは日本銀行兌換券、日本銀行兌換銀券）」、額面金額が漢数字表記で「～円／銭（圓／錢）」、発行元銀行名として「日本銀行」という文言が記載されている。額面金額の漢数字のうち、「一」、「二」、「十」については大字による表記となっており、それぞれ「壱（壹）」、「弐（貳）」、「拾」と表記されている。なお、額面金額は全ての券種で隷書体により表記されているほか、B五十円券以降に発行された日本銀行券は、題号と発行元銀行名も隷書体の表記に統一された。この隷書体は「大蔵隷書」と呼ばれる独自の書体（フォント）が用いられている。
また、B号券以降に発行された日本銀行券については、裏面に英字表記で額面金額と発行元銀行名がそれぞれ「～ YEN/SEN」、「NIPPON GINKO」と記載されている。その一方で、第二次世界大戦中および終戦直後に発行された日本銀行券の一部など、両面とも英字表記がない日本銀行券も存在する。なお、2024年（令和6年）発行のF号券では、日本銀行券史上初めて英語による発行元銀行名も「BANK OF JAPAN」と記載されるように変更された。
下表は英字表記による額面金額・発行元銀行名の記載の有無をまとめたものである。
| 兌換銀券          | 旧拾圓券                                                                             | 両面     | （なし） | （なし） |                                |
| 兌換銀券          | 旧百圓券                                                                             | 両面     | 両面     | （なし） |                                |
| 兌換銀券          | 旧壹圓券                                                                             | 裏面     | 両面     | （なし） |                                |
| 兌換銀券          | 旧五圓券                                                                             | 表面     | 表面     | （なし） |                                |
| 兌換銀券          | 改造券4種                                                                            | 裏面     | 裏面     | （なし） |                                |
| 兌換券            | 甲五圓券・甲拾圓券・甲百圓券・乙五圓券・乙拾圓券・丙五圓券・甲貳拾圓券               | 裏面     | 裏面     | （なし） |                                |
| 兌換券            | 乙貳百圓券                                                                           | （なし） | （なし） | （なし） |                                |
| 兌換券            | 乙百圓券・丁五圓券・丙拾圓券・乙貳拾圓券・い五圓券・丁貳百圓券・丙貳百圓券・甲千圓券 | 裏面     | （なし） | （なし） |                                |
| 不換紙幣 （旧円） | い号券（い五圓券以外の5種）・ろ号券3種                                               | （なし） | （なし） | （なし） |                                |
| 不換紙幣 （新円） | A拾圓券                                                                              | （なし） | （なし） | （なし） | 表面に「¥10」 裏面に「NIPPON」 |
| 不換紙幣 （新円） | A百圓券                                                                              | （なし） | （なし） | （なし） |                                |
| 不換紙幣 （新円） | A五圓券・A壹圓券                                                                     | 両面     | （なし） | （なし） |                                |
| 不換紙幣 （新円） | A拾錢券・A五銭券・B号券4種・C号券4種・D号券4種・E号券3種                             | 裏面     | 裏面     | （なし） |                                |
| 不換紙幣 （新円） | F号券3種                                                                             | 裏面     | 裏面     | 表面     |                                |

#### 銘板（製造者名）
A号券の一部券種を除き、日本銀行券の表面下部に銘板（製造者名）が記載されている。発行開始当初から一貫して現在の国立印刷局で製造が行われているものの、組織変更や改称などにより製造者の名称が変遷していることから、銘板の記載も下表の通り移り変わっている。
なお、発行中に製造者名が変更されても製造開始時の銘板のまま継続して発行されるケースが多かったが、D二千円券を除くD号券では、製造者の改組により製造中に2回銘板の記載が変更されている。D二千円券の銘板については、後述の通り普及せず製造が中止となっていることもあり、2000年（平成12年）と2003年（平成15年）に「大蔵省印刷局製造」として製造されたのみである。
| 券種              | 券種                                                                   | 銘板記載                       |
| ----------------- | ---------------------------------------------------------------------- | ------------------------------ |
| 兌換銀券          | 旧券4種・改造券4種                                                     | 大日本帝國政府大藏省印刷局製造 |
| 兌換券            | 甲五圓券・甲拾圓券・甲百圓券・乙五圓券・乙拾圓券・丙五圓券・甲貳拾圓券 | 大日本帝國政府印刷局製造       |
| 兌換券            | 乙貳百圓券・乙百圓券・丁五圓券・丙拾圓券・乙貳拾圓券・丙貳百圓券       | 大日本帝國政府内閣印刷局製造   |
| 兌換券            | い五圓券・甲千圓券                                                     | 内閣印刷局製造                 |
| 兌換券            | 丁貳百圓券                                                             | 大日本帝國内閣印刷局製造       |
| 不換紙幣 （旧円） | い拾圓券・ろ五圓券                                                     | 内閣印刷局製造                 |
| 不換紙幣 （旧円） | い壹圓券・い百圓券・い拾錢券・い五錢券・ろ百圓券・ろ拾圓券             | 大日本帝國印刷局製造           |
| 不換紙幣 （新円） | A拾圓券・A五圓券・A壹圓券                                              | （なし）                       |
| 不換紙幣 （新円） | A百圓券                                                                | 大日本帝國印刷局製造           |
| 不換紙幣 （新円） | A拾錢券・A五銭券                                                       | 印刷局製造                     |
| 不換紙幣 （新円） | B号券（B百円券以外の3種）                                              | 日本政府印刷庁製造             |
| 不換紙幣 （新円） | B百円券・C号券4種・D二千円券                                           | 大蔵省印刷局製造               |
| 不換紙幣 （新円） | D号券（D二千円券以外の3種）                                            | 大蔵省印刷局製造               |
| 不換紙幣 （新円） | D号券（D二千円券以外の3種）                                            | 財務省印刷局製造               |
| 不換紙幣 （新円） | D号券（D二千円券以外の3種）                                            | 国立印刷局製造                 |
| 不換紙幣 （新円） | E号券3種・F号券3種                                                     | 国立印刷局製造                 |

#### 日本銀行兌換銀券・日本銀行兌換券の各種文言
かつて発行された日本銀行兌換銀券（現在有効な旧一円券・改造一円券含む）および日本銀行兌換券には、それぞれ「此券引かへ𛂋銀貨～圓相渡可申候也」、「此券引換ニ金貨～圓相渡可申候（也）」という兌換文言が記されていた。このほか明治期にデザインされた紙幣では、英語の兌換文言として「(Nippon Ginko) Promises to Pay the Bearer on Demand ～ Yen in Silver/Gold」、発行根拠文言として「明治十七年五月廿六日太政官布告第十八號兌換銀行券條例ヲ遵奉シ(テ)發行スルモノ也」（改造券4種・甲五圓券・甲拾圓券・甲百圓券では仮名部分は平仮名表記）、更に偽造変造罰則文言として「兌換銀行券條例第十二條　兌換銀行券ノ偽造變造ニ係ル罪ハ刑法偽造紙幣ノ各本條ニ照シテ處断ス」などという文言が記されていた。また、日本銀行兌換券では一部の券種を除き、割印のように券面内外に跨るように印字された「日本銀行」の断切文字が裏面右端に配置されていた。
但し、兌換銀券については、1897年（明治30年）の貨幣法と同時に国内での本位銀貨の流通が禁止となり銀兌換が停止されて金兌換券扱いとなり（旧一円券・改造一円券については事実上の不換紙幣となり）、1946年（昭和21年）3月2日までに、旧一円券・改造一円券を除き失効した。また、兌換券については、1931年（昭和6年）の緊急勅令で金輸出停止と同時に金兌換が停止された。その後も法律上は金本位制が維持され、兌換券が発行されているが、実質的には不換紙幣の扱いのまま1946年（昭和21年）3月2日を以って失効となった。
以下の一覧は、兌換文言、発行根拠文言、偽造変造罰則文言および断切文字の記載有無についてまとめたものである。Sは、兌換文言の引換え対象が銀貨(Silver)であるもの、特記なきものは金貨(Gold)であるものを示す。
| 券種                    | 券種                                                                     | 兌換文言   | 兌換文言 | 発行根拠 文言 | 偽造変造 罰則文言 | 断切文字 |
| 券種                    | 券種                                                                     | （日本語） | （英語） | 発行根拠 文言 | 偽造変造 罰則文言 | 断切文字 |
| ----------------------- | ------------------------------------------------------------------------ | ---------- | -------- | ------------- | ----------------- | -------- |
| 兌換銀券                | 旧拾圓券                                                                 | 表面 S     | （なし） | 表面          | 裏面              | （なし） |
| 兌換銀券                | 旧百圓券・旧壹圓券                                                       | 表面 S     | 表面 S   | 表面          | 裏面              | （なし） |
| 兌換銀券                | 旧五圓券                                                                 | 表面 S     | 表面 S   | 表面          | 表面              | （なし） |
| 兌換銀券                | 改造券4種                                                                | 表面 S     | 裏面 S   | 表面          | 表面              | （なし） |
| 兌換券                  | 甲五圓券                                                                 | 裏面       | 裏面     | 裏面          | 表面              | 裏面     |
| 兌換券                  | 甲拾圓券・甲百圓券                                                       | 表面       | 裏面     | 表面          | 表面              | 裏面     |
| 兌換券                  | 乙五圓券                                                                 | 表面       | 裏面     | （なし）      | （なし）          | （なし） |
| 兌換券                  | 乙拾圓券・丙五圓券・甲貳拾圓券                                           | 表面       | 裏面     | （なし）      | （なし）          | 裏面     |
| 兌換券                  | 乙貳百圓券・丙貳百圓券                                                   | 表面       | （なし） | （なし）      | （なし）          | （なし） |
| 兌換券                  | 乙百圓券・丁五圓券・丙拾圓券・乙貳拾圓券・い五圓券・丁貳百圓券・甲千圓券 | 表面       | （なし） | （なし）      | （なし）          | 裏面     |
| 不換紙幣 （旧円・新円） | い号券（い五圓券以外の5種）・ろ号券以降の全券種                          | （なし）   | （なし） | （なし）      | （なし）          | （なし） |

#### 製造年
第二次世界大戦前に発行された日本銀行兌換券3券種（甲五圓券、甲拾圓券、および甲百圓券）を除き、製造年は記載されていない。硬貨と異なり、記番号により製造時期が特定可能であることと、耐用年数が短いため製造年を入れる意義が薄いのがその理由である。なお、甲五圓券、甲拾圓券、および甲百圓券については、裏面左端に元号表記で製造年が記載されている。

### 証紙

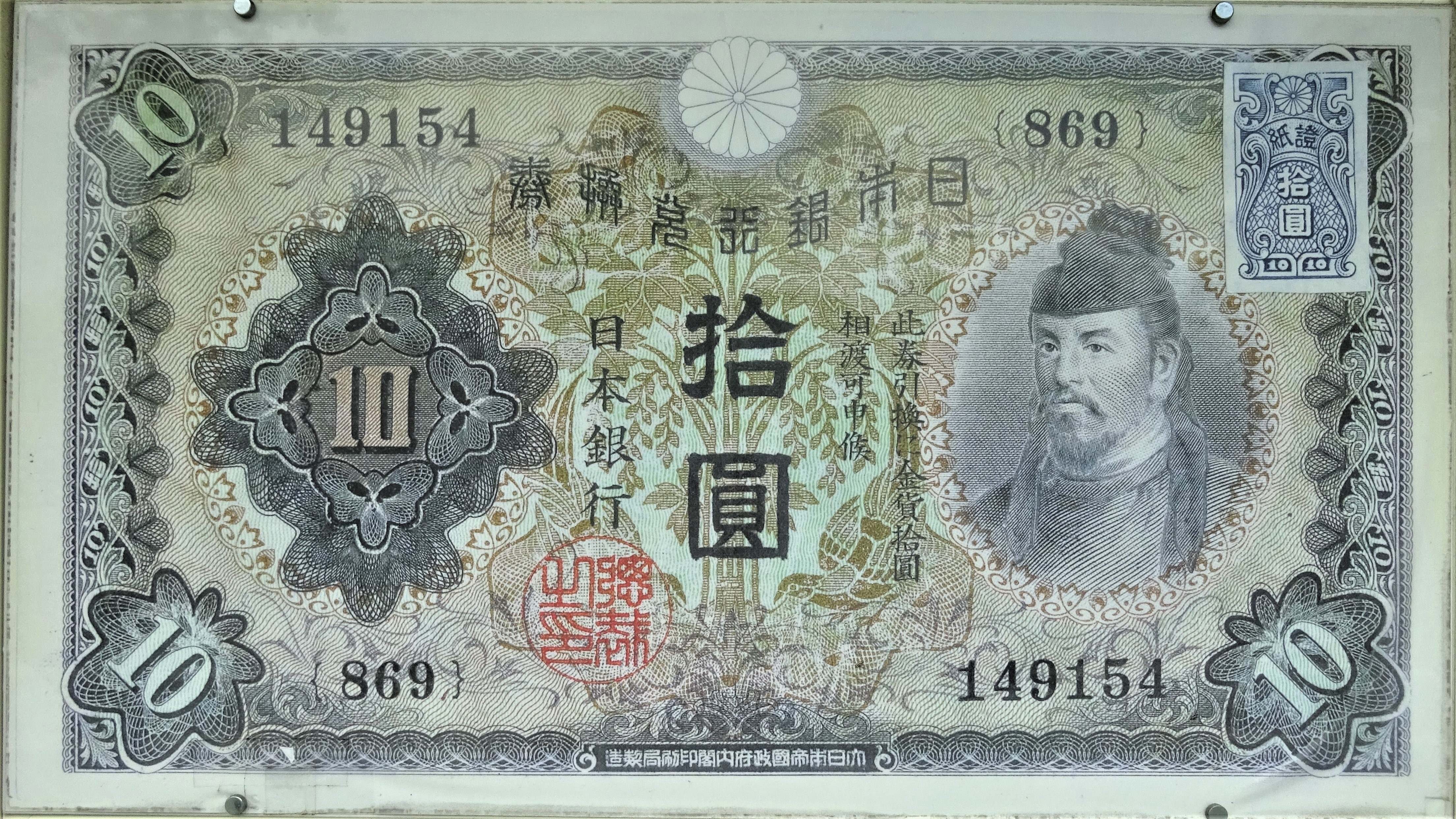
証紙が貼付された丙拾圓券。右上に貼付されている切手のようなものが証紙である。

1946年（昭和21年）に実施された新円切替の際、新円の紙幣（A号券）の供給不足を補うため、旧円の紙幣表面右上に切手や収入印紙よりも一回り小さい証紙（證紙）を貼付して暫定的に新円の紙幣の代用として使用する措置が取られていた。
製造期間は1946年（昭和21年）1月から2月までであるが、製造時点では預金封鎖を伴う新円切替を実施することが一般に知られないよう極秘裏に検討されていたため、「無記名証紙」という名目で証紙の利用用途を伏せた状態で製造を行っている。
証紙の様式は1946年（昭和21年）2月20日の大蔵省告示第30号「日本銀行券預入令ノ特例ノ件第一條第二項ノ規定ニ依ル證紙ノ種類及樣式略圖」において定められている。その証紙と貼付対象となった紙幣は次の通り。
| 額面            | 刷色   | 寸法 （mm） | 透かし   | 製造枚数 | 日本銀行への納入期間                 | 貼付対象紙幣                 |
| --------------- | ------ | ----------- | -------- | -------- | ------------------------------------ | ---------------------------- |
| 10円（拾圓）    | 藍色   | 24×14       | （なし） | 9億枚    | 1946年（昭和21年） 2月6日 - 3月9日   | 丙拾圓券・い拾圓券・ろ拾圓券 |
| 100円（百圓）   | 緑色   | 24×14       | 波型模様 | 10億枚   | 1946年（昭和21年） 2月1日 - 3月29日  | 乙百圓券・い百圓券・ろ百圓券 |
| 200円（貳百圓） | 暗紫色 | 24×14       | 波型模様 | 8000万枚 | 1946年（昭和21年） 2月14日 - 2月22日 | 丙貳百圓券・丁貳百圓券       |
| 1000円（千圓）  | 紅色   | 24×14       | 波型模様 | 2000万枚 | 1946年（昭和21年） 2月14日 - 2月14日 | 甲千圓券                     |

上表に掲げた紙幣は本来1946年（昭和21年）3月2日に通用停止となったものである。これらの証紙貼付券は、当時「S券（Stamped noteの略）」と呼ばれていた。十分な量の新円の紙幣（A号券）が供給されたことにより、証紙貼付券は1946年（昭和21年）10月末に通用停止となった。
日本銀行や市中銀行だけでは膨大な量の証紙貼付作業を行うことは不可能であったため、郵便局などの金融機関や自治会などにも委託が行われたほか、新円切替の窓口では証紙貼付券のみならず証紙自体が直接市民に手渡されることもあった。
200円および1000円の証紙貼付券は現存数が極めて少ない。
戦後の混乱期のため、以上の他にも当時通用停止になっていたはずの甲拾圓券・乙拾圓券に証紙が貼られたものや、乙貳拾圓券に10円証紙が2枚貼られたものなども存在するが、これらが通用したかどうかは不明である。

### 札束
日本銀行券の札束は、取り纏めた枚数の少ないものから多いものへと順に、次のようなものがある。
- 小束（把） - 100枚を小帯で取り纏めたもの
- 大束（定量束） - 小束（把）10束を大帯で取り纏めたもの、1000枚
- 十束封 - 大束（定量束）10束をポリエチレンで封包したもの、1万枚
- パレット積40十束封 - 十束封40パックをパレットに取り纏めたもの、40万枚

日銀用語では、把をいくつか大帯で取り纏めたものを束と呼び、このうち10把を取り纏めたものは上記の定量束であるが、10把未満の把を取り纏めたものは端数束と呼び、日銀の勘定店においては、現金の受入のうち、銀行券については、定量束単位とし、旧券（現在発行されていない有効券）・赤丸券については定量束に加えて端数束単位での受入を行うことになっている。

### 重量
硬貨の量目と異なり、日本銀行券は、紙ということもあり、重量が正確に何gとの規定はないが、現在発行中の4種の場合は、おおよその目安として1枚あたり約1gとなる。東京の貨幣博物館や日本銀行大阪支店の体験コーナーなどでは1億円（1万円札1万枚、模擬券）の重さを体験できるコーナーがあり、その重さは約10kgとなっている。

## 日本銀行券の偽造防止技術
日本銀行券では、偽造防止技術として透かし、凹版印刷、三椏（ミツマタ）の紙幣用紙などが伝統的に採用されてきた。印刷面では画線の緻密化、人物肖像など主模様の大型化、印刷色数の増加、模様が途中から色の変わるグラデーション印刷の採用などが行われ、透かしについても図柄の大型化やより鮮明なすき入れ模様に改良されるなど継続的に偽造防止力の向上が図られてきたが、基本的には従来の延長線上にある偽造防止対策が1990年代まで採用され続けていた。
1990年代末期以降、複写機やイメージスキャナ、プリンター、コンピュータの画像処理ソフトウェアなどを使用した偽造券が海外で増え始めており、日本に波及することを未然に防ぐために下記のような新たな偽造防止技術が採用され始めた。諸外国では新たな偽造防止技術を盛り込んだ紙幣が1990年代末期以降次々と発行されており、日本だけが旧世代の印刷技術により紙幣の発行を続けると国際的な偽造団による標的とされる恐れがあることを踏まえ、これ以降に発行開始されたものからは概ね20年程度の間隔で実施される改刷の度に新たな偽造防止技術を追加搭載することで偽造防止力を維持向上している。

### 発行開始当初から採用されているもの
すき入れ（透かし）
透かし部分を厚く漉き上げる特殊なすき入れである「黒透かし（凸透かし）」と、透かし部分を薄く漉き上げる「白透かし（凹透かし）」という技術が用いられている。すき入れ部分を透かすと、黒透かしの部分は周囲より黒く、白透かしの部分は周囲より白く見える。また、黒透かしと白透かしを組み合わせた透かしを「白黒透かし（凹凸透かし）」といい、濃淡のグラデーションを特にはっきりと表現できるため、すき入れにより絵画のような表現をすることが可能となっている。
一部の券種を除き、日本銀行券には券種ごとの定位置に黒透かしまたは白黒透かしによるすき入れがされている。政府、国立印刷局、および政府の許可を受けた者以外による「黒透かし」や「紙幣に類似した白透かし」を施した紙の製造は「すき入紙製造取締法」により禁止されている。
白透かしは江戸時代から存在していた技術で一部の藩札などでも採用されていたが、その後黒透かしが開発されたのち、さらに越前和紙の技術を取り入れることで「秘訣法」と呼ばれる白黒透かしの技術が1889年（明治22年）に考案され、改造一円券で精巧で滑らかな階調で表現した透かしが実用化された。
昭和金融恐慌時や第二次世界大戦末期から終戦直後の混乱期に発行された一部の券種については、緊急に大量の紙幣供給が求められたことに加え、戦争による物資不足の影響を受けて品質を落とさざるを得なくなり、黒透かしと比較して製造が容易な白透かしのみとなっているほか、これらの白透かしのみの券種については製造効率を向上することを目的としてすき入れの位置が不定位置の「ちらし透かし」に変更される措置が取られた。
なお、例外的に終戦後の混乱期に発行されたA百円券を除くA号券5券種はすき入れが省略されている。
C号券以降の日本銀行券では、すき入れ部分は印刷がなく空白となっており、透かしを容易に確認できるようになっている。乙五圓券で導入されたが、当時は馴染みがないデザインであったため、印刷漏れを疑われ交換請求が相次ぐなど混乱を招いたことから、その後B号券まではすき入れ位置にも地模様などが印刷されており、透かしを確認し難い券種も存在していた。
人物肖像の透かしも乙五圓券で初めて試みられたものの、すき入れ部分の耐久性に難があり流通中に破損しやすい上に機械化による製造効率向上も難しく、これらの問題が解消できなかったため一旦途絶えていた。第二次世界大戦後、すき入れ技術の向上によりC五千円券で改めて復活した。D号券以降の日本銀行券では、透かしには紙幣表面右側の主模様と同じ題材が採用されており、D二千円券以外は人物の肖像となっている。
二千円券を除くD号券では、視覚障害者が触覚で容易に券種を識別できるよう券の表面から見て左下隅に各券種固有のパターンとしてもすき入れされており、複数個所に定位置の透かしをすき入れすることで更なる偽造防止効果の向上を図っている。E号券・F号券ではこれに代わって後述の「すき入れバーパターン」を導入することにより複数個所に透かしを搭載している。
現在有効な券のすき入れ（透かし）の図案は下記の通り。
- 「日本銀行券」の文字（旧一円）
- 「銀貨壹圓」の文字（改造一円）
- 「壹圓」の文字（い一円（後期製造分を除く））
- 桐（改造一円、い一円（製造時期により2種類の図案）、A百円（大部分）、B百円）
- 天平裂の模様（A百円（一部））
- 「日銀」の文字（B千円）
- 桜花（B千円、C五百円）
- 野菊（B五百円）
- 額面金額の数字（B五百円、B五十円、B百円、C五千円）
- 日本銀行行章（B五十円）
- 聖徳太子（C五千円）※紙幣表面中央の肖像とは異なり笏無し
- 法隆寺夢殿（C一万円）
- 伊藤博文（C千円）※紙幣表面右側の肖像とは異なり横顔
- 波線（C五百円）
- 視覚障害者用の識別マーク（D一万円、D五千円、D千円）※ひらがなの点字（詳細は識別マーク参照）
- 福澤諭吉（D一万円、E一万円）
- 新渡戸稲造（D五千円）※紙幣表面右側の印刷とは左右反転
- 夏目漱石（D千円）
- 首里城守礼門（D二千円）※紙幣表面右側の印刷とは別角度
- すき入れバーパターン（E一万円、E五千円、E千円）※縦棒（詳細はすき入れバーパターン参照）
- 樋口一葉（E五千円）
- 野口英世（E千円）
- 渋沢栄一（F一万円）
- 津田梅子（F五千円）
- 北里柴三郎（F千円）
- 菱形の格子模様（F一万円、F五千円、F千円）（詳細は高精細すき入れ参照）

凹版印刷
微細線を印刷するための印刷技術。そのための原版の作成では、金属の板にビュランと呼ばれる特殊な彫刻刀を用いて微細な画線を刻んでいる。一部の券種を除き、ほとんどの日本銀行券にて採用されている。ただし、昭和金融恐慌時や第二次世界大戦末期から終戦直後の混乱期に発行された一部の券種は手間のかかる凹版印刷を用いず簡易な凸版印刷やオフセット印刷で印刷されている。
紙幣用紙
三椏（ミツマタ）とマニラ麻を使用した紙幣専用の用紙が使用されている。詳細は「#原材料」を参照。
彩紋
多くの異なった歯車の組み合わせで描かれる曲線のパターンで、偽造防止と共に装飾の役割も持つ。「彩紋」の語は広義では肖像・風景・文字などを除く図柄をいうこともある。

### ミニ改刷されたD号券（1993年12月1日発行開始）から採用されたもの
以下の偽造防止技術は、ミニ改刷以降のD号券各券種（D一万円券・D五千円券・D千円券のうち記番号が褐色・暗緑色のもの）で新たに採用され、以降に発行開始されたD二千円券およびE号券各券種（E一万円券・E五千円券・E千円券）にも搭載されている。
マイクロ文字
肉眼では認識できないか、かろうじて認識できる程度の微小な文字を、文様に紛れさせている。小さいものでは0.2 mm程度の大きさであり、一般の複写機では再現できないため、コピーによる偽造を防止している。ミニ改刷以降のD号券やE号券には凹版印刷の版面に「NIPPON GINKO」が使われており、更にD二千円券やE号券ではドライオフセット印刷による地模様に「NIPPON GINKO」が、E号券ではこれらに加えて額面金額の数字が使われている。ただし、微細の程度を問題にしないならば、これより前の日本銀行券（明治期を含む）にもマイクロ文字は採用されている。E号券まででは随所に数多くちりばめられていたが、F号券では見つけにくい形で凹版印刷で表裏それぞれ3ヶ所「NIPPON GINKO」と書かれている程度になっている。
特殊発光インキ
紫外線や近紫外線だけのブラックライトを照射すると、蛍光を発するインクによる印刷。インク自ら発光するわけではない。蛍光を発する部分は、表面の印章（総裁之印）部分（オレンジ色蛍光、D号券では裏面の印章（発券局長）部分も赤色蛍光）と地紋の一部（D二千円券・E号券・F号券、黄緑色蛍光・オレンジ色蛍光・黄橙色蛍光・緑色蛍光（券種により異なる））である。

### D二千円券から採用されたもの
以下の偽造防止技術は、D二千円券において従来の偽造防止技術に加えて新たに採用され、以降に発行開始されたE号券各券種にも搭載されている。
深凹版印刷
凹版印刷刷版の凹部をさらに深くし、結果として券に転写されたインクが触って分かるほどに盛り上がっている印刷である。表面の漢数字とアラビア数字による額面表示、「日本銀行」「日本銀行券」の文字、後述の「潜像模様」などとして印刷されている。視覚障害者が触覚で容易に券種を識別できるよう券の左右下端に配置された視覚障害者用の識別マーク（例えばD二千円券では点字の「に」を模した「丸印が縦に3つ」）も、この技法で印刷されている。
潜像模様
深凹版印刷技術の応用であり、印刷されたインクの縞状凹凸により表現される模様。券を傾け入射角を大きくして見るとより明瞭にその模様が目視できるもの。表面では券の左下部または下部（F千円券ではこれを欠く）に額面金額として印刷されている。また裏面には「NIPPON」の文字の潜像がある。
パールインク
見る角度によってピンク色の真珠様光沢が目視できるインクによる印刷。券の左右両端に配置されている。E千円券ではさらに、左下の潜像模様に重ねて「千円」の文字として印刷されている。
ユーリオン
銀行券のデジタルデータ画像を画像処理ソフトウェアやカラー複写機が検出しやすくするために描かれたシンボル。
光学的変化インク（OVI）（D二千円券のみ）
D二千円券の表面右上にある額面表示 "2000" は、券を見る角度によって紫色、青緑色などに色が変化して見える。なおE号券以降の券種には搭載されていない。

### E号券から採用されたもの
以下の偽造防止技術は、E号券各券種において従来の偽造防止技術に加えて新たに採用された。
すき入れバーパターン
縦棒形状のすき入れ。E一万円券は3本、E五千円券は2本、E千円券は1本の縦棒が肖像の右側付近に配置されている。
パッチタイプのホログラム（E一万円券、E五千円券のみ）
ホログラム参照。光の反射角度に応じて額面金額の数字、日本銀行行章、桜花などに表示が変化する。

### F号券から採用されたもの

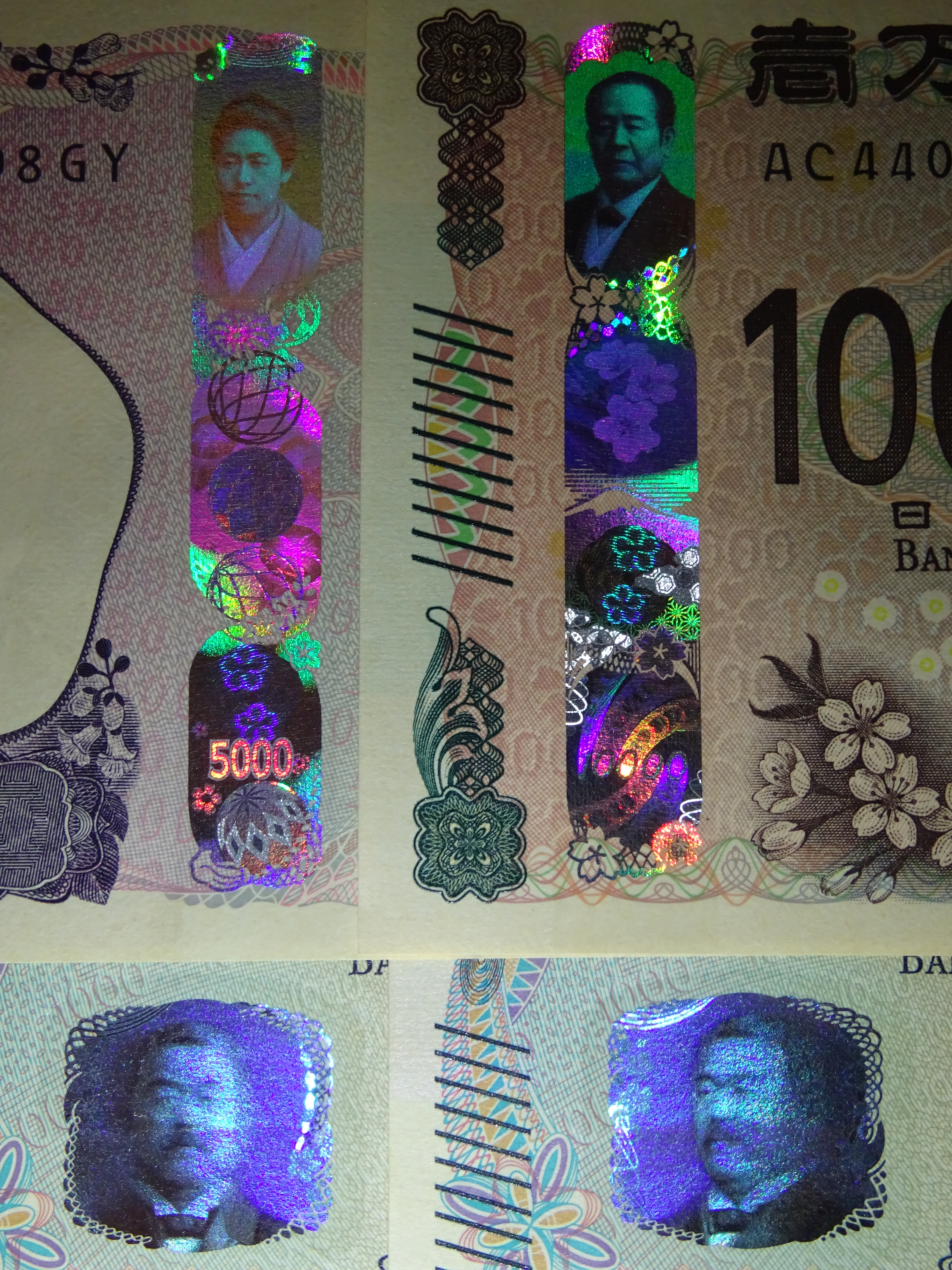
F号券のホログラム

高精細すき入れ
現行のすき入れに加えて、新たに高精細なすき入れ模様が導入された。これは従来同様の肖像のすき入れの背後に緻密な菱形の格子模様をすき入れたものである。
3Dホログラム
3D画像が回転する最先端のホログラム。見る角度によりホログラムに施された肖像の顔の向きが連続的に変化しているように見える。3Dホログラムの銀行券への採用は世界初である。
ストライプタイプのホログラム（F一万円券、F五千円券）
E一万円券、E五千円券（2004年（平成16年）発行）のものとは異なり、ホログラムの形状が縦長の帯状となっている。ホログラムの図柄は前述の3Dホログラムである。
パッチタイプのホログラム（F千円券）
既にE一万円券、E五千円券（2004年（平成16年）発行）で採用されている。それらと同時に発行開始されたE千円券（2004年（平成16年）発行）では採用されていなかった。なお、ホログラムの図柄はE一万円券、E五千円券とは異なり前述の3Dホログラムとなっている。
なお、E号券各券種でも搭載されていた、マイクロ文字、特殊発光インキ、深凹版印刷、潜像模様、パールインク、すき入れバーパターン等の偽造防止技術も引き続き採用される。

### 採用状況
上述の偽造防止技術の採用状況は下表の通りである。○は採用、●はごく一部を除く券種で採用、△はマイクロ文字の微細の程度を問題にしないならば一部の券種で採用、－は非採用のものを示す。
| 券種                                    | 券種                                                                    | すき入れ                 | すき入れ             | すき入れ       | 版式     | 版式       | 紙幣用紙 | 彩紋 | 特殊印刷     | 特殊印刷       | 特殊印刷 | 特殊印刷     | 特殊印刷   | 特殊印刷                   | ホログラム               | ホログラム                   | ホログラム     |
| 券種                                    | 券種                                                                    | 通常のすき入れ（透かし） | すき入れバーパターン | 高精細すき入れ | 凹版印刷 | 深凹版印刷 | 紙幣用紙 | 彩紋 | マイクロ文字 | 特殊発光インキ | 潜像模様 | パールインク | ユーリオン | 光学的変化インク（ＯＶＩ） | パッチタイプのホログラム | ストライプタイプのホログラム | ３Ｄホログラム |
| --------------------------------------- | ----------------------------------------------------------------------- | ------------------------ | -------------------- | -------------- | -------- | ---------- | -------- | ---- | ------------ | -------------- | -------- | ------------ | ---------- | -------------------------- | ------------------------ | ---------------------------- | -------------- |
| 兌換銀券 兌換券 不換紙幣 （旧円・新円） | C号券以前の全券種                                                       | ●                        | －                   | －             | ●        | －         | ●        | ○    | △            | －             | －       | －           | －         | －                         | －                       | －                           | －             |
| 不換紙幣 （新円）                       | D一万円券（ミニ改刷前）・D五千円券（ミニ改刷前）・D千円券（ミニ改刷前） | ○                        | －                   | －             | ○        | －         | ○        | ○    | －           | －             | －       | －           | －         | －                         | －                       | －                           | －             |
| 不換紙幣 （新円）                       | D一万円券（ミニ改刷後）・D五千円券（ミニ改刷後）・D千円券（ミニ改刷後） | ○                        | －                   | －             | ○        | －         | ○        | ○    | ○            | ○              | －       | －           | －         | －                         | －                       | －                           | －             |
| 不換紙幣 （新円）                       | D二千円券                                                               | ○                        | －                   | －             | ○        | ○          | ○        | ○    | ○            | ○              | ○        | ○            | ○          | ○                          | －                       | －                           | －             |
| 不換紙幣 （新円）                       | E一万円券・E五千円券                                                    | ○                        | ○                    | －             | ○        | ○          | ○        | ○    | ○            | ○              | ○        | ○            | ○          | －                         | ○                        | －                           | －             |
| 不換紙幣 （新円）                       | E千円券                                                                 | ○                        | ○                    | －             | ○        | ○          | ○        | ○    | ○            | ○              | ○        | ○            | ○          | －                         | －                       | －                           | －             |
| 不換紙幣 （新円）                       | F一万円券・F五千円券                                                    | ○                        | ○                    | ○              | ○        | ○          | ○        | ○    | ○            | ○              | ○        | ○            | ○          | －                         | －                       | ○                            | ○              |
| 不換紙幣 （新円）                       | F千円券                                                                 | ○                        | ○                    | ○              | ○        | ○          | ○        | ○    | ○            | ○              | ○        | ○            | ○          | －                         | ○                        | －                           | ○              |

マイクロ文字・特殊発光インキ・すき入れバーパターン・パールインク・潜像模様に関する詳細をまとめると次のようになる。
| 兌換銀券 兌換券 不換紙幣 （旧円・新円） | C号券以前の全券種                                                       | 微細の程度を問題にしないならば一部の券種で採用                                 | （なし）                      | （なし）                      | （なし） | （なし）                      | （なし）  | （なし）   |
| 不換紙幣 （新円）                       | D一万円券（ミニ改刷前）・D五千円券（ミニ改刷前）・D千円券（ミニ改刷前） | （なし）                                                                       | （なし）                      | （なし）                      | （なし） | （なし）                      | （なし）  | （なし）   |
| 不換紙幣 （新円）                       | D一万円券（ミニ改刷後）・D五千円券（ミニ改刷後）・D千円券（ミニ改刷後） | 「NIPPON GINKO」 両面の凹版印刷部分の要所で採用                                | 印章「総裁之印」              | 印章「発券局長」              | （なし） | （なし）                      | （なし）  | （なし）   |
| 不換紙幣 （新円）                       | D二千円券                                                               | 「NIPPON GINKO」 両面の凹版印刷・ドライオフセット印刷部分で多数採用            | 印章「総裁之印」 地模様の一部 | 印章「発券局長」 地模様の一部 | （なし） | 左右両端                      | 「2000」  | 「NIPPON」 |
| 不換紙幣 （新円）                       | E一万円券                                                               | 「NIPPON GINKO」・「10000」 両面の凹版印刷・ドライオフセット印刷部分で多数採用 | 印章「総裁之印」 地模様の一部 | 地模様の一部                  | 縦棒3本  | 左右両端                      | 「10000」 | 「NIPPON」 |
| 不換紙幣 （新円）                       | E五千円券                                                               | 「NIPPON GINKO」 両面の凹版印刷・ドライオフセット印刷部分で多数採用            | 印章「総裁之印」 地模様の一部 | 地模様の一部                  | 縦棒2本  | 左右両端                      | 「5000」  | 「NIPPON」 |
| 不換紙幣 （新円）                       | E千円券                                                                 | 「NIPPON GINKO」・「1000」 両面の凹版印刷・ドライオフセット印刷部分で多数採用  | 印章「総裁之印」 地模様の一部 | 地模様の一部                  | 縦棒1本  | 左右両端 潜像に重ねて「千円」 | 「1000」  | 「NIPPON」 |
| 不換紙幣 （新円）                       | F一万円券                                                               | 「NIPPON GINKO」 両面の凹版印刷部分に片面各3か所ずつ採用                       | 印章「総裁之印」 地模様の一部 | 地模様の一部                  | 縦棒3本  | 左右両端                      | 「10000」 | 「NIPPON」 |
| 不換紙幣 （新円）                       | F五千円券                                                               | 「NIPPON GINKO」 両面の凹版印刷部分に片面各3か所ずつ採用                       | 印章「総裁之印」 地模様の一部 | 地模様の一部                  | 縦棒2本  | 左右両端                      | 「5000」  | 「NIPPON」 |
| 不換紙幣 （新円）                       | F千円券                                                                 | 「NIPPON GINKO」 両面の凹版印刷部分に片面各3か所ずつ採用                       | 印章「総裁之印」 地模様の一部 | 地模様の一部                  | 縦棒1本  | 左右両端                      | （なし）  | 「NIPPON」 |

## 日本銀行券の改刷や新規発行
偽造防止の為、B号券発行以降は約20年に一度、デザインが変更されている。変更の際には常に最新技術を導入し、偽札対策を施している。デザインの変更がなくても、後から偽造防止策が導入されることもある。1993年（平成5年）12月1日以降改刷発行されたD一万円券、D五千円券およびD千円券（記番号が褐色、暗緑色であるD号券）は、従前のD号券とデザインは同じであるが、前述する通り「マイクロ文字」「特殊発光インキ」などの偽造防止策が新規に導入（ミニ改刷）された。

### D二千円券およびE号券の発行
2000年（平成12年）には二千円券が新たに発行された。この二千円券は記念紙幣ではなく一般に流通することを想定して発行された紙幣である。しかしこの二千円券は結局普及しないまま現在に至っている。理由としては以下のような事情が考えられる。
- 現代の日本では硬貨と紙幣は「1」と「5」のつく単位であるという認識が一般消費者に浸透しており、そのため、二千円券は使い慣れない券種であった。
- 店側が二千円券を受け取っても、一万円券同様レジの下段に入れられてしまうなど、お釣りとして二千円券が供給されることなく銀行に還流してしまうことが多かった。発行当初から、お釣りとして客に出さないことを方針とする店が多かった。
- 乗車券類の自動販売機、食券販売機、遊技場・パチンコ店・公営競技場などの両替機・自動販売機などの一部では比較的早期に二千円券の入金対応がなされ、主に銀行の両替機では出金対応もなされた。一方、自動販売機の過半数を占めている飲料やたばこを中心とした100円〜400円程度の商品を販売する自動販売機の二千円券入金対応は、あまり進まなかった。
- 発行開始当時、ATM・両替機・自動販売機などの各種機器の入れ替えが必要となることから、二千円券の新規発行は機器製造業の需要を促し景気回復の起爆剤になると期待する向きもあった。しかしこのような出納機器を導入する企業の立場からすれば、これまでになかった額面券ゆえ、機器更新のみならず保守・運用にも新たなコスト負担が必要な（かつ、普及するか否か先行き不透明な）二千円券の入出金対応については、発行開始当時の沈滞した景気の中では慎重にならざるをえなかった。
- 一方でコンビニATMでは積極的に導入が進められた。筐体が小さく札を入れる箱の容量が限られる中で千円券に対して同額で半分の容量で済む二千円券は好都合であった。
- しかし、上述のような各種機器が二千円券対応であった場合も耐用年数を迎え、更新されるにあたって二千円券非対応になることも多い。

日本銀行は「二千円券の利便性」を主張している、あるいは "していた" が、上述のように、二千円券を普及流通させることは2024年（令和6年）現在できないでいる。日本銀行からの発券枚数自体は、五千円券のそれを超えていることも一時期あったが、各地の銀行の金庫で眠っているのが実情であり、市中流通枚数は少ない。二千円券にゆかりの深い沖縄県においては、盛んに普及キャンペーンが行われたことと、本土復帰以前は20ドル札を含む米ドル紙幣が法定通貨であったこともあり、流通量は他都道府県に比べて高い時期があった。政府・日銀・沖縄と無関係の著名人でも、音楽評論家・指揮者の宇野功芳や新聞記者・政治評論家の橋本五郎のように「むしろ五千円札のほうが不便であり、二千円札は使いやすく美しい」（宇野）・「二千円札に込められた思いやデザインの美しさ、便利さは評価できる。普及しないのは普及施策の不十分さ故」（橋本）と主張している例もある。
D二千円券は、現在発行中の紙幣であるので、金融機関の窓口で出金・両替する時は、在庫があれば、二千円券にして欲しい旨申請すれば供給される。また金融機関の両替機でも二千円券の出金を選択できる機種があり、ATMでも一部の機種（主に沖縄県のもの）では二千円券を出金できる。
2004年（平成16年）11月には20年ぶりに一万円券・五千円券・千円券が新しいデザイン（E号券）に更新された。こちらは二千円券とは異なり、従来からあった券種であり心理的に受け入れやすかったこと、ATMや自動販売機では識別装置のプログラムの更新だけで済むため入出金対応が迅速になされたこと、またD号券（二千円券を除く）の偽造が社会問題となっていたことなどにより、急速に普及した。

### F号券の発行
2019年（平成31年）4月9日、日本政府は、2024年度（令和6年度）上期を目途に千円券・五千円券・一万円券を改刷すると発表した。ユニバーサルデザインの観点から、アラビア数字による額面表示を大きくし海外の人にもわかりやすくする、フォントをゴシック体として「0」の空白を大きくする、金種毎に透かしやホログラムの位置を違えて判別しやすくする、「1」のアラビア文字のフォントについてF千円券ではセリフなし、F一万円券ではセリフありとして判別しやすくする、などの意匠が採り入れられている。
デザインについては、五千円券の津田梅子の肖像が原画を左右反転したものになっており、デザイン業界や印刷出版業界では御法度とされる「裏焼き」であるとして批判が相次いだほか、各券種の数字が安っぽいフォントになっていることなども、発行開始以前にネット上では批判が相次いだ部分である。
前回のE号券への改刷時には準備期間が短かったために自動販売機やATMの改修が間に合わず半数程度しか対応できなかった反省から、自動販売機やATMその他の新紙幣を扱う各種紙幣取扱機器の改修の際にテストを入念にし、障害やトラブルが起きないようにするため、発行予定日の5年も前に改刷が発表され2年半ほど前から製造に着手した。
しかしながら、F号券発行開始時点での紙幣取扱機器の改刷対応状況は、金融機関のATMで9割以上、鉄道の券売機やレジの自動釣銭機も8 - 9割が対応済である一方、飲食店の食券券売機や精算機では半数程度、飲食の自動販売機は2 - 3割に留まる。対応が遅れている背景としては、物価高騰等の社会情勢の影響で紙幣取扱機器の新紙幣対応が思うように進んでいないことや、駆け込みでの依頼殺到や半導体不足の影響により紙幣取扱機器のメーカーの対応が追い付かず納品待ちが発生していることがその原因である。
なお、国の政策により紙幣が刷新されたことで、各事業者が多額の負担を強いられるにも関わらず、政府からの支援策や補助金による助成が実施されなかったことから、券売機を扱う飲食店等の中には券売機の更新費用を一部の自治体で支給された補助金に頼ったり、券売機を新紙幣に対応させる資金的余裕がないことをきっかけとして、決済手数料を負担したとしても券売機の初期費用が抑えられる完全キャッシュレス化（現金対応拒否）へ移行する店舗もある。
また、経済的余裕のない事業者では機器の買い替え費用など新紙幣への対応費用を捻出できないことや、サンプルの配布が行われなかったため新紙幣の真贋判定ができないことを理由に、新紙幣の受け取りを拒否する動きも広がっている。このような背景から、発行開始から1ヵ月が経過した時点でも新紙幣の流通はそれほど進んでいない状況にある。
各種機器は新紙幣のF号券に対応させる場合、旧紙幣となるE号券も引き続き対応させているが、一方で旧々紙幣となるD号券に対応していた場合は、対応券種が増えすぎないようにするためと、回収が進んで一般にはほとんど流通していないことから、それには非対応としているのが一般的である。

### キャッシュレス化の進展と未来
日本では互換性のない独自仕様のキャッシュレス決済サービスが多数乱立した結果、単一（または少数）の決済サービスで完結できない決済環境が形成されたため、原則どこでも共通的に利用できる現金の併用が避けられなくなり、かえってキャッシュレス決済の普及の面で世界的に後れを取る結果となっている。
しかし、中央銀行発行デジタル通貨（CBDC）の実現によりデジタル通貨の仕様が統一されれば、キャッシュレス決済普及の阻害要因が解消してキャッシュレス決済が急速に普及し、キャッシュレス社会が実現することで紙幣需要の急減が予想されている。新紙幣の発行が約20年周期であることを考慮すると2044年（令和26年）頃が次回の改刷時期となるが、それまでにCBDCが実現する見込みのため、2024年（令和6年）発行のF号券が事実上の「最後の紙幣」になるとの見方もある。
2024年（令和6年）時点で、世界の中央銀行の93％がCBDCの研究を行っており、2023年（令和5年）には日本銀行もCBDCの実証実験を開始した。国際決済銀行（BIS）の調査によると、2030年（令和12年）には24の国がCBDCを採用する見通しであり、2030年代には日本でも「デジタル円」が採用される可能性がある。

## 損傷時の交換
日本銀行の本支店窓口において、破損（破れなどの損傷や、汚染など）や磨損（すり減りなど）により通用や使用に支障が出た日本銀行券（紙幣）について交換業務（引換え）を行っている。損傷していなくても、現在発行されていない旧紙幣は同様にこの交換業務（引換え）の対象となる。
破損などの事由には故意、過失など理由を問わない。震災・災害などの発生時は、焼損、汚損などした紙幣などの交換業務が集中することがある。なお、有害物質（放射性物質、毒劇物、化学兵器や生物兵器その他）により汚染された紙幣については、日本銀行への届け出前に、当該有害物質の所管官庁などに相談する必要がある。
窓口に出向き届け出る事が必要であり、郵送などの対応は行わない。また、日本銀行本支店では、引き換えに要する時間その他の事務上の理由から、来店前に事前に電話などをする事を推奨している。
これらの損傷時交換対応などは、日本銀行券であると言う建前上、日本銀行窓口でも直接行う事が定められている。その一方で日本銀行窓口では両替業務を行っていないので、例えば損傷などで通用や使用に支障が具体的に出ている訳ではない紙幣を日本銀行窓口で交換する事はできない（特に新札入手目的の利用は不可）。
また、これらの損傷時交換対応などは、少量・損傷判定が明確であれば、銀行法上の銀行窓口においても対応する場合がある。ただし銀行法上の銀行における交換業務は義務対応ではないので、銀行によって対応が異なる（大量であったり損傷判定が明確でない場合に、銀行が日銀鑑定に回付し、後日口座に入金対応までしてもらえる場合がある。ただしこれも義務対応ではない）。ゆうちょ銀行窓口においては両替業務を行っていない関係上、損傷紙幣の交換も行っていない。

### 損傷銀行券の引換え基準
紙幣の滅消した部分を除いた残存部分の面積により、引換え価額が異なる。単純に2枚に破れたような場合は、破れ目が合うことが確認できれば全額（100%）交換となる。
なお、残存部分は裏・表両面が分離していないことが要件であり、仮に紙幣を漉いて裏と表の2枚に分離した場合などは、全面積が滅消したものとして扱う（全額失効）。焼損や汚染、細片化などがあっても、紙幣の一部と確認できる部分については残存部分として扱う。また、2片以上に細片化されていても模様の一致や記番号の確認により同一紙幣の一部であると確認できる場合は、一紙幣の残存部分として扱う。
引換え基準における2/3と2/5という分数は、通分すると10/15と6/15となり、足すと16/15で1より大きくなるため、紙幣を切断・分割し残りを別の紙幣のものだとして、元の額面より多くの金額を得ることはできないようになっている。
残存面積が元の3分の2以上の場合
全額（100%）の円貨と交換
残存面積が元の5分の2以上3分の2未満の場合
半額（50%）の円貨と交換
残存面積が元の5分の2未満の場合
全額失効（0%）

## 日本銀行券の年度別製造枚数
財務省が公表する「日本銀行券製造計画 」における製造枚数、および日本銀行が公表する「銀行券発注高」の一覧。
| 年度   | 年度               | 種類  | 一万円券 | 五千円券 | 二千円券 | 千円券 | 合計  | 出典            |
| ------ | ------------------ | ----- | -------- | -------- | -------- | ------ | ----- | --------------- |
| 2000年 | 平成12年           | D号券 | -        | -        | 770      | -      | 770   | [ 179 ]         |
| 2001年 | 平成13年           | ( - ) | -        | -        | -        | -      | -     | [ 179 ]         |
| 2002年 | 平成14年           | ( - ) | -        | -        | -        | -      | -     | [ 179 ]         |
| 2003年 | 平成15年           | D号券 | -        | -        | 110      | -      | 110   | [ 179 ]         |
| 2003年 | 平成15年           | E号券 | 850      | -        | -        | 1,300  | 2,150 | [ 179 ]         |
| 2003年 | 平成15年           | (計)  | 850      | -        | 110      | 1,300  | 2,260 | [ 179 ]         |
| 2004年 | 平成16年           | E号券 | 2,540    | 310      | -        | 1,230  | 4,080 | [ 179 ]         |
| 2005年 | 平成17年           | E号券 | 2,560    | 320      | -        | 1,200  | 4,080 | [ 179 ]         |
| 2006年 | 平成18年           | E号券 | 1,380    | 160      | -        | 1,960  | 3,500 | [ 179 ]         |
| 2007年 | 平成19年           | E号券 | 1,250    | 230      | -        | 1,820  | 3,300 | [ 180 ] [ 179 ] |
| 2008年 | 平成20年           | E号券 | 1,510    | 290      | -        | 1,500  | 3,300 | [ 181 ] [ 179 ] |
| 2009年 | 平成21年           | E号券 | 1,380    | 280      | -        | 1,640  | 3,300 | [ 182 ] [ 179 ] |
| 2010年 | 平成22年           | E号券 | 1,220    | 280      | -        | 1,800  | 3,300 | [ 183 ] [ 179 ] |
| 2011年 | 平成23年           | E号券 | 1,050    | 230      | -        | 2,020  | 3,300 | [ 184 ] [ 179 ] |
| 2012年 | 平成24年           | E号券 | 1,050    | 230      | -        | 1,870  | 3,150 | [ 185 ] [ 179 ] |
| 2013年 | 平成25年           | E号券 | 1,050    | 380      | -        | 1,720  | 3,150 | [ 186 ] [ 179 ] |
| 2014年 | 平成26年           | E号券 | 1,050    | 380      | -        | 1,570  | 3,000 | [ 187 ] [ 179 ] |
| 2015年 | 平成27年           | E号券 | 1,050    | 280      | -        | 1,670  | 3,000 | [ 188 ] [ 179 ] |
| 2016年 | 平成28年           | E号券 | 1,230    | 200      | -        | 1,570  | 3,000 | [ 189 ] [ 179 ] |
| 2017年 | 平成29年           | E号券 | 1,230    | 200      | -        | 1,570  | 3,000 | [ 190 ] [ 179 ] |
| 2018年 | 平成30年           | E号券 | 1,200    | 230      | -        | 1,570  | 3,000 | [ 191 ] [ 179 ] |
| 2019年 | 平成31年 令和.元年 | E号券 | 1,000    | 240      | -        | 1,760  | 3,000 | [ 192 ] [ 179 ] |
| 2020年 | 令和02年           | E号券 | 920      | 320      | -        | 1,760  | 3,000 | [ 193 ] [ 179 ] |
| 2021年 | 令和03年           | E号券 | 900      | 410      | -        | 1,690  | 3,000 | [ 194 ] [ 179 ] |
| 2022年 | 令和04年           | E号券 | 860      | 80       | -        | 460    | 1,400 | [ 179 ]         |
| 2022年 | 令和04年           | F号券 | 600      | 70       | -        | 830    | 1,500 | [ 179 ]         |
| 2022年 | 令和04年           | (計)  | 1,460    | 150      | -        | 1,290  | 2,900 | [ 195 ]         |
| 2023年 | 令和05年           | F号券 | 1,880    | 190      | -        | 960    | 3,030 | [ 196 ] [ 179 ] |
| 2024年 | 令和06年           | F号券 | 1,830    | 210      | -        | 910    | 2,950 | [ 197 ] [ 179 ] |